# Divizia A de handbal feminin 2021-2022
Divizia A de handbal feminin 2021−2022 a fost a 56-a ediție a eșalonului valoric secund al campionatului național de handbal feminin românesc. Competiția a purtat anterior numele Categoria B sau Divizia B, însă a fost redenumită în 1996, când fosta Divizie A a devenit Liga Națională. Întrecerea este organizată anual de Federația Română de Handbal (FRH). După ce începând din anul competițional 2018−2019, Divizia A s-a desfășurat cu trei sau patru serii, în anul competițional 2021−2022 s-a revenit la formatul cu două serii.
Conform regulamentului, la sfârșitul competiției două echipe au promovat direct în Liga Națională 2022-2023, iar alte două au primit dreptul de a participa la un baraj de promovare.
Astfel, la sfârșitul ediției 2021-2022 au promovat direct în Liga Națională ediția 2022-2023, echipele CSM Galați și CSM Târgu Jiu, clasate pe locurile 1 din fiecare serie. Echipele clasate pe locurile 2, CSM Unirea Slobozia și „U” Cluj, împreună cu echipele clasate pe locurile 11 și 12 în Liga Națională ediția 2021-2022, au participat la un turneu de baraj. La finalul turneului de baraj, cele două echipe din Liga Națională și-au păstrat locul, iar celelalte două echipe au rămas în Divizia A, nereușind promovarea.

## Săli
Partidele s-au jucat în sălile de sport din orașele de reședință ale echipelor, în funcție de disponibilitatea acestora și de potențialul de spectatori al partidelor.
| Bacău                              | Baia Mare                            | Brașov                                            | Cluj-Napoca                           |  |
| ---------------------------------- | ------------------------------------ | ------------------------------------------------- | ------------------------------------- |  |
| Sala Sporturilor Capacitate: 2.000 | Sala „Lascăr Pană” Capacitate: 2.060 | Sala „Dumitru Popescu Colibași” Capacitate: 1.570 | Sala „Horia Demian” Capacitate: 2.800 |  |
| Piatra Neamț                       | Ploiești                             | Reșița                                            |                                       |  |
| Sala Polivalentă Capacitate: 4.000 | Sala „Olimpia” Capacitate: 3.500     | Sala Polivalentă Capacitate: 1.669                |                                       |  |
|                                    |                                      |                                                   |                                       |  |

## Echipe participante
După ce începând cu ediția 2018−2019, Divizia A s-a desfășurat cu trei sau patru serii de câte 6−7 echipe fiecare, din ediția 2021−2022 s-a desfășurat cu două serii împărțite pe criterii geografice cu scopul de a limita deplasările lungi și a reduce astfel costurile. În ediția 2021−2022, componența celor două serii a fost:
| În seria A au concurat 12 echipe: - CS Știința Bacău - Corona Brașov - CSM București II - ACS Spartac București - ACS Școala 181 SSP București - CSU Neptun Constanța - CSM Galați - HCF Piatra Neamț - CS Activ Prahova Ploiești - CSM Roman - CNE Sfântu Gheorghe - CSM Unirea Slobozia | În seria B au concurat 13 echipe: - CNOPJ Baia Mare - CS Gloria 2018 Bistrița-Năsăud II - „U” Cluj - HC Harghita Odorheiu Secuiesc - ACS Tonic 2012 Oradea - CS Universitar Oradea - CNE Râmnicu Vâlcea - CS Universitatea Reșița - ACS Amy Slatina - CSM Târgu Jiu - CS Arena Târgu Mureș - CSU de Vest Timișoara - CSȘ Liceul Teoretic „Liviu Rebreanu” Turda |

## Regulament
Regulamentul de desfășurare a ediției 2021-22 a Diviziei A de handbal feminin a fost aprobat pe 6 iulie 2021, a intrat în vigoare pe 7 iulie 2021 și conține un calendar preliminar al partidelor, cu mențiunea că datele acestora se pot modifica cu acordul echipelor.

## Partide
Meciurile din ediția 2021-22 a Diviziei A de handbal feminin s-au jucat în sistem fiecare cu fiecare, cu tur și retur între două echipe din fiecare serie, iar programul acestora a fost alcătuit după Tabela Berger. Echipele clasate pe primul loc din fiecare serie au promovat direct în Liga Națională, în timp ce echipele clasate pe locurile 2 au participat la un baraj de promovare cu locurile 11 și 12 din Liga Națională. Nu au avut drept de promovare în Liga Națională: echipele secunde ale cluburilor din Liga Națională, echipele de junioare, echipele CNE și echipele CNOPJ.
Calendarul competițional preliminar s-a stabilit în ședințele Consiliului de Administrație al FRH din 6 iulie și 17 august 2021. Datele exacte de desfășurare a partidelor au fost publicate ulterior.

## Seria A

### Clasament
|  | Echipe care au promovat direct                    |
|  | Echipe care au participat la barajul de promovare |

Clasament valabil pe 29 mai 2022.
| Poz. | Echipa                         | J  | V  | E | Î  | GM  | GP  | DG    | P  |
| ---- | ------------------------------ | -- | -- | - | -- | --- | --- | ----- | -- |
| 1    | CSM Galați                     | 22 | 20 | 0 | 2  | 684 | 456 | + 228 | 60 |
| 2    | CSM Unirea Slobozia2)          | 22 | 18 | 1 | 3  | 715 | 558 | + 157 | 55 |
| 3    | Corona Brașov2)                | 22 | 18 | 1 | 3  | 760 | 507 | + 253 | 55 |
| 4    | CSU Neptun Constanța           | 22 | 14 | 4 | 4  | 647 | 564 | + 83  | 46 |
| 5    | CS Activ Prahova Ploiești      | 22 | 13 | 1 | 8  | 613 | 520 | + 93  | 40 |
| 6    | HCF Piatra Neamț               | 22 | 11 | 0 | 11 | 683 | 586 | + 47  | 33 |
| 7    | CSM București II               | 22 | 10 | 3 | 9  | 609 | 591 | + 18  | 33 |
| 8    | CSM Roman                      | 22 | 7  | 1 | 14 | 533 | 585 | – 52  | 22 |
| 9    | CNE Sfântu Gheorghe            | 22 | 8  | 0 | 14 | 595 | 628 | – 33  | 24 |
| 10   | ACS Școala 181 SSP București1) | 22 | 4  | 1 | 17 | 491 | 630 | – 139 | 12 |
| 11   | CS Știința Bacău               | 22 | 3  | 0 | 19 | 478 | 776 | – 298 | 9  |
| 12   | ACS Spartac București          | 22 | 0  | 0 | 22 | 472 | 829 | – 357 | 0  |

1) ACS Școala 181 SSP București a fost penalizată cu un punct pentru lipsa asistenței medicale.
2) CSM Unirea Slobozia și CSM Corona Brașov au terminat sezonul la egalitate de puncte, iar departajarea s-a făcut conform articolului 3, aliniatul 3.1.1., punctul a) „diferența de goluri în meciurile directe”, din Regulamentul de desfășurare a competiției, echipa din Slobozia învingând în primul meci la o diferență de 2 goluri iar în al doilea meci la o diferență de 1 gol, în meciurile directe cu echipa din Brașov (CSM Unirea Slobozia - CSM Corona Brașov: 27–25 / CSM Corona Brașov - CSM Unirea Slobozia: 31–32).

### Rezultate în tur
Date oficiale publicate de Federația Română de Handbal

### Etapa I
| 12 septembrie 2021 | HCF Piatra Neamț | 32 - 19 | CS Știința Bacău | Sala Polivalentă, Piatra Neamț Arbitri: Popvici, Avădani |
| 12 septembrie 2021 | Mazilu 8         | (14-8)  | A. Bucă 5        | Sala Polivalentă, Piatra Neamț Arbitri: Popvici, Avădani |
| 12 septembrie 2021 | Cronica          |         |                  | Sala Polivalentă, Piatra Neamț Arbitri: Popvici, Avădani |

| 12 septembrie 2021 11:00 | CS Activ Prahova Ploiești | 20 - 23 | CSM Galați          | Sala Sporturilor Olimpia, Ploiești Arbitri: Doană, Gociu |
| 12 septembrie 2021 11:00 | Lăscăteu 5                | (9-9)   | C. Andrița, Eiler 6 | Sala Sporturilor Olimpia, Ploiești Arbitri: Doană, Gociu |
| 12 septembrie 2021 11:00 | Cronica                   |         |                     | Sala Sporturilor Olimpia, Ploiești Arbitri: Doană, Gociu |

| 12 septembrie 2021 11:00 | CSM București II | 25 - 32 | Corona Brașov | Sala Elite, București Arbitri: Manafu, Pavel |
| 12 septembrie 2021 11:00 | Mihai 7          | (16-11) | Văcariu 7     | Sala Elite, București Arbitri: Manafu, Pavel |
| 12 septembrie 2021 11:00 | Cronica          |         |               | Sala Elite, București Arbitri: Manafu, Pavel |

| 12 septembrie 2021 12:00 | CSU Neptun Constanța | 27 - 25 | ACS Școala 181 SSP București | Sala Sporturilor, Constanța Arbitri: Chirițoiu, Neagu |
| 12 septembrie 2021 12:00 | Stănciulescu 7       | (15-13) | Vicențiu 11                  | Sala Sporturilor, Constanța Arbitri: Chirițoiu, Neagu |
| 12 septembrie 2021 12:00 | Cronica              |         |                              | Sala Sporturilor, Constanța Arbitri: Chirițoiu, Neagu |

| 12 septembrie 2021 12:00 | CSM Roman  | 30 - 18 | ACS Spartac București | Sala Polivalentă, Roman Arbitri: Stoian, Bontea |
| 12 septembrie 2021 12:00 | C. Roșu 12 | (13-6)  | Roman 6               | Sala Polivalentă, Roman Arbitri: Stoian, Bontea |
| 12 septembrie 2021 12:00 | Cronica    |         |                       | Sala Polivalentă, Roman Arbitri: Stoian, Bontea |

CNE Sfântu Gheorghe și CSM Unirea Slobozia au stat.

### Etapa II
| 19 septembrie 2021 11:00 | CSM Unirea Slobozia           | 30 - 22 | CSM Roman | Sala Sporturilor „Andreea Nica”, Slobozia Arbitri: Ghesoiu, Tiță |
| 19 septembrie 2021 11:00 | O. Bucă, Leuștean, Naumenko 5 | (12-13) | Neamțu 7  | Sala Sporturilor „Andreea Nica”, Slobozia Arbitri: Ghesoiu, Tiță |
| 19 septembrie 2021 11:00 | Cronica                       |         |           | Sala Sporturilor „Andreea Nica”, Slobozia Arbitri: Ghesoiu, Tiță |

| 19 septembrie 2021 11:00 | ACS Spartac București | 22 - 31 | CSM București II | Sala Elite, București Arbitri: Radu. Vișan |
| 19 septembrie 2021 11:00 | A. Mihăilă 8          | (9-13)  | Mihai 6          | Sala Elite, București Arbitri: Radu. Vișan |
| 19 septembrie 2021 11:00 | Cronica               |         |                  | Sala Elite, București Arbitri: Radu. Vișan |

| 19 septembrie 2021 11:00 | Corona Brașov | 22 - 22 | CSU Neptun Constanța       | Sala „Dumitru Popescu Colibași”, Brașov Arbitri: Agliceriu, Turdean |
| 19 septembrie 2021 11:00 | Văcariu 11    | (14-11) | Moldoveanu, Stănciulescu 6 | Sala „Dumitru Popescu Colibași”, Brașov Arbitri: Agliceriu, Turdean |
| 19 septembrie 2021 11:00 | Cronica       |         |                            | Sala „Dumitru Popescu Colibași”, Brașov Arbitri: Agliceriu, Turdean |

| 19 septembrie 2021 11:00 | CSM Galați | 39 - 22 | CNE Sfântu Gheorghe | Sala Sporturilor „Dunărea”, Galați Arbitri: Murariu, Tăbăcariu |
| 19 septembrie 2021 11:00 | Ichim 6    | (24-12) | Pavel 5             | Sala Sporturilor „Dunărea”, Galați Arbitri: Murariu, Tăbăcariu |
| 19 septembrie 2021 11:00 | Cronica    |         |                     | Sala Sporturilor „Dunărea”, Galați Arbitri: Murariu, Tăbăcariu |

| 19 septembrie 2021 14:00 | ACS Școala 181 SSP București | 25 - 35 | CS Activ Prahova Ploiești | Sala Iris, București Arbitri: Ghiță, Topliceanu |
| 19 septembrie 2021 14:00 | Vicențiu 10                  | (15-17) | Ilie 8                    | Sala Iris, București Arbitri: Ghiță, Topliceanu |
| 19 septembrie 2021 14:00 | Cronica                      |         |                           | Sala Iris, București Arbitri: Ghiță, Topliceanu |

HCF Piatra Neamț și CS Știința Bacău au stat.

### Etapa III
| 26 septembrie 2021 11:00 | HCF Piatra Neamț | 20 - 33 | CSM Galați   | Sala Polivalentă, Piatra Neamț Arbitri: Stoian, Bontea |
| 26 septembrie 2021 11:00 | Macovei 8        | (10-18) | C. Andrița 9 | Sala Polivalentă, Piatra Neamț Arbitri: Stoian, Bontea |
| 26 septembrie 2021 11:00 | Cronica          |         |              | Sala Polivalentă, Piatra Neamț Arbitri: Stoian, Bontea |

| 26 septembrie 2021 11:00 | CS Activ Prahova Ploiești | 22 - 24 | Corona Brașov | Sala Sporturilor Olimpia, Ploiești Arbitri: Lungu, Paraschiv |
| 26 septembrie 2021 11:00 | A. Arvatu 6               | (13-14) | Văcariu 11    | Sala Sporturilor Olimpia, Ploiești Arbitri: Lungu, Paraschiv |
| 26 septembrie 2021 11:00 | Cronica                   |         |               | Sala Sporturilor Olimpia, Ploiești Arbitri: Lungu, Paraschiv |

| 26 septembrie 2021 12:00 | CNE Sfântu Gheorghe | 28 - 23 | ACS Școala 181 SSP București | Sala Sporturilor „Kati Szabó”, Sfântu Gheorghe Arbitri: Balate, Szabó |
| 26 septembrie 2021 12:00 | Gînju 7             | (10-12) | A.M. Roșu 7                  | Sala Sporturilor „Kati Szabó”, Sfântu Gheorghe Arbitri: Balate, Szabó |
| 26 septembrie 2021 12:00 | Cronica             |         |                              | Sala Sporturilor „Kati Szabó”, Sfântu Gheorghe Arbitri: Balate, Szabó |

| 26 septembrie 2021 13:00 | CSU Neptun Constanța | 39 - 23 | ACS Spartac București | Sala Sporturilor, Constanța Arbitri: Popescu, Trică |
| 26 septembrie 2021 13:00 | Moldoveanu 12        | (22-8)  | C. Petre 10           | Sala Sporturilor, Constanța Arbitri: Popescu, Trică |
| 26 septembrie 2021 13:00 | Cronica              |         |                       | Sala Sporturilor, Constanța Arbitri: Popescu, Trică |

| 26 septembrie 2021 13:30 | CSM București II | 27 - 33 | CSM Unirea Slobozia | Sala Elite, București Arbitri: Ciutacu, Stamatoiu |
| 26 septembrie 2021 13:30 | Mihai 10         | (14-15) | O. Bucă 11          | Sala Elite, București Arbitri: Ciutacu, Stamatoiu |
| 26 septembrie 2021 13:30 | Cronica          |         |                     | Sala Elite, București Arbitri: Ciutacu, Stamatoiu |

CSM Roman și CS Știința Bacău au stat.

### Etapa IV
| 29 septembrie 2021 14:30 | Corona Brașov     | 39 - 23 | CNE Sfântu Gheorghe | Sala „Dumitru Popescu Colibași”, Brașov Arbitri: Avădani, Popvici |
| 29 septembrie 2021 14:30 | Bitay, Iordachi 6 | (17-11) | Pavel 4             | Sala „Dumitru Popescu Colibași”, Brașov Arbitri: Avădani, Popvici |
| 29 septembrie 2021 14:30 | Cronica           |         |                     | Sala „Dumitru Popescu Colibași”, Brașov Arbitri: Avădani, Popvici |

| 30 septembrie 2021 15:30 | ACS Școala 181 SSP București | 21 - 38 | HCF Piatra Neamț | Sala Iris, București Arbitri: Costache, Vasile |
| 30 septembrie 2021 15:30 | A.M. Roșu 7                  | (11-24) | Macovei 11       | Sala Iris, București Arbitri: Costache, Vasile |
| 30 septembrie 2021 15:30 | Cronica                      |         |                  | Sala Iris, București Arbitri: Costache, Vasile |

| 30 septembrie 2021 16:30 | CSM Roman  | 22 - 22 | CSM București II | Sala Polivalentă, Roman Arbitri: Bîrgăuan, Nicolaevici |
| 30 septembrie 2021 16:30 | C. Roșu 11 | (13-11) | Mihai 9          | Sala Polivalentă, Roman Arbitri: Bîrgăuan, Nicolaevici |
| 30 septembrie 2021 16:30 | Cronica    |         |                  | Sala Polivalentă, Roman Arbitri: Bîrgăuan, Nicolaevici |

| 30 septembrie 2021 17:00 | CSM Galați                              | 44 - 19 | CS Știința Bacău | Sala Sporturilor „Dunărea”, Galați Arbitri: Ursu, Vîlcu |
| 30 septembrie 2021 17:00 | C. Andrița, Eiler, Lopătaru, Prescură 6 | (22-11) | I. Maxim 4       | Sala Sporturilor „Dunărea”, Galați Arbitri: Ursu, Vîlcu |
| 30 septembrie 2021 17:00 | Cronica                                 |         |                  | Sala Sporturilor „Dunărea”, Galați Arbitri: Ursu, Vîlcu |

| 30 septembrie 2021 17:30 | CSM Unirea Slobozia | 28 - 28 | CSU Neptun Constanța | Sala Sporturilor „Andreea Nica”, Slobozia Arbitri: Constanța, Enache |
| 30 septembrie 2021 17:30 | Polismac 5          | (13-11) | Surducan 8           | Sala Sporturilor „Andreea Nica”, Slobozia Arbitri: Constanța, Enache |
| 30 septembrie 2021 17:30 | Cronica             |         |                      | Sala Sporturilor „Andreea Nica”, Slobozia Arbitri: Constanța, Enache |

| 30 septembrie 2021 18:30 | ACS Spartac București | 18 - 28 | CS Activ Prahova Ploiești | Sala Iris, București Arbitri: Geaburu, Mitran |
| 30 septembrie 2021 18:30 | C. Petre 5            | (7-13)  | Grădișteanu 5             | Sala Iris, București Arbitri: Geaburu, Mitran |
| 30 septembrie 2021 18:30 | Cronica               |         |                           | Sala Iris, București Arbitri: Geaburu, Mitran |

### Etapa V
| 17 octombrie 2021 11:00 | CS Activ Prahova Ploiești | 21 - 25 | CSM Unirea Slobozia | Sala Sporturilor Olimpia, Ploiești Arbitri: Cazan, Suliman |
| 17 octombrie 2021 11:00 | Tabarcea 5                | (9-10)  | Polismac 11         | Sala Sporturilor Olimpia, Ploiești Arbitri: Cazan, Suliman |
| 17 octombrie 2021 11:00 | Cronica                   |         |                     | Sala Sporturilor Olimpia, Ploiești Arbitri: Cazan, Suliman |

| 17 octombrie 2021 11:00 | HCF Piatra Neamț | 29 - 28 | Corona Brașov | Sala Polivalentă, Piatra Neamț Arbitri: Băbău, Roibu |
| 17 octombrie 2021 11:00 | Macovei 9        | (18-14) | Văcariu 10    | Sala Polivalentă, Piatra Neamț Arbitri: Băbău, Roibu |
| 17 octombrie 2021 11:00 | Cronica          |         |               | Sala Polivalentă, Piatra Neamț Arbitri: Băbău, Roibu |

| 17 octombrie 2021 12:00 | CS Știința Bacău | 10 – 0 | ACS Școala 181 SSP București | Sala Sporturilor, Bacău |
| 17 octombrie 2021 12:00 | Cronica          |        |                              | Sala Sporturilor, Bacău |
| 17 octombrie 2021 12:00 |                  |        |                              | Sala Sporturilor, Bacău |

| 17 octombrie 2021 13:30 | CNE Sfântu Gheorghe | 36 - 19 | ACS Spartac București | Sala Sporturilor „Kati Szabó”, Sfântu Gheorghe Arbitri: Burdun, Iacob |
| 17 octombrie 2021 13:30 | Gînju 9             | (17-6)  | Mortu, C. Petre 5     | Sala Sporturilor „Kati Szabó”, Sfântu Gheorghe Arbitri: Burdun, Iacob |
| 17 octombrie 2021 13:30 | Cronica             |         |                       | Sala Sporturilor „Kati Szabó”, Sfântu Gheorghe Arbitri: Burdun, Iacob |

| 17 octombrie 2021 14:00 | CSU Neptun Constanța    | 32 - 23 | CSM Roman | Sala Sporturilor, Constanța Arbitri: Basso, Tofan |
| 17 octombrie 2021 14:00 | Moldoveanu, Pintilie 10 | (18-9)  | C. Roșu 8 | Sala Sporturilor, Constanța Arbitri: Basso, Tofan |
| 17 octombrie 2021 14:00 | Cronica                 |         |           | Sala Sporturilor, Constanța Arbitri: Basso, Tofan |

CSM Galați și CSM București II au stat.

### Etapa VI
| 22 octombrie 2021 12:00 | Corona Brașov | 40 - 17 | CS Știința Bacău | Sala „Dumitru Popescu Colibași”, Brașov Arbitri: Ali, Mihordea |
| 22 octombrie 2021 12:00 | Voica 6       | (20-8)  | Pristavu 5       | Sala „Dumitru Popescu Colibași”, Brașov Arbitri: Ali, Mihordea |
| 22 octombrie 2021 12:00 | Cronica       |         |                  | Sala „Dumitru Popescu Colibași”, Brașov Arbitri: Ali, Mihordea |

| 24 octombrie 2021 11:00 | CSM București II | 28 - 24 | CSU Neptun Constanța   | Sala Elite, București Arbitri: Lungu, Paraschiv |
| 24 octombrie 2021 11:00 | Mihai, Mohamed 8 | (16-12) | Gheorghe, Moldoveanu 7 | Sala Elite, București Arbitri: Lungu, Paraschiv |
| 24 octombrie 2021 11:00 | Cronica          |         |                        | Sala Elite, București Arbitri: Lungu, Paraschiv |

| 24 octombrie 2021 11:00 | CSM Unirea Slobozia | 29 - 25 | CNE Sfântu Gheorghe | Sala Sporturilor „Andreea Nica”, Slobozia Arbitri: Costache, Vasile |
| 24 octombrie 2021 11:00 | Sava 7              | (12-14) | Cojocaru 5          | Sala Sporturilor „Andreea Nica”, Slobozia Arbitri: Costache, Vasile |
| 24 octombrie 2021 11:00 | Cronica             |         |                     | Sala Sporturilor „Andreea Nica”, Slobozia Arbitri: Costache, Vasile |

| 24 octombrie 2021 15:00 | ACS Spartac București | 20 - 41 | HCF Piatra Neamț | Sala Iris, București Arbitri: Badea, Mărgărit |
| 24 octombrie 2021 15:00 | A. Mihăilă 7          | (11-21) | Macovei 14       | Sala Iris, București Arbitri: Badea, Mărgărit |
| 24 octombrie 2021 15:00 | Cronica               |         |                  | Sala Iris, București Arbitri: Badea, Mărgărit |

| 25 octombrie 2021 17:00 | CSM Roman | 23 - 27 | CS Activ Prahova Ploiești | Sala Polivalentă, Roman Arbitri: Stoian, Bontea |
| 25 octombrie 2021 17:00 | C. Roșu 9 | (11-12) | Popescu 7                 | Sala Polivalentă, Roman Arbitri: Stoian, Bontea |
| 25 octombrie 2021 17:00 | Cronica   |         |                           | Sala Polivalentă, Roman Arbitri: Stoian, Bontea |

CSM Galați și ACS Școala 181 SSP București au stat.

### Etapa VII
| 31 octombrie 2021 11:00 | CSM Galați | 33 - 16 | ACS Școala 181 SSP București | Sala Sporturilor „Dunărea”, Galați Arbitri: Stoian, Bontea |
| 31 octombrie 2021 11:00 | Prescură 5 | (17-6)  | Vicențiu 8                   | Sala Sporturilor „Dunărea”, Galați Arbitri: Stoian, Bontea |
| 31 octombrie 2021 11:00 | Cronica    |         |                              | Sala Sporturilor „Dunărea”, Galați Arbitri: Stoian, Bontea |

| 31 octombrie 2021 11:00 | HCF Piatra Neamț | 24 - 30 | CSM Unirea Slobozia | Sala Polivalentă, Piatra Neamț Arbitri: Drăghici, Drăguț |
| 31 octombrie 2021 11:00 | Macovei 8        | (9-15)  | Naumenko 10         | Sala Polivalentă, Piatra Neamț Arbitri: Drăghici, Drăguț |
| 31 octombrie 2021 11:00 | Cronica          |         |                     | Sala Polivalentă, Piatra Neamț Arbitri: Drăghici, Drăguț |

| 31 octombrie 2021 12:00 | CS Știința Bacău | 29 - 21 | ACS Spartac București       | Sala Sporturilor, Bacău Arbitri: Cristea, Murariu |
| 31 octombrie 2021 12:00 | Pădurariu 11     | (17-10) | A. Mihăilă, Popa, Stanciu 4 | Sala Sporturilor, Bacău Arbitri: Cristea, Murariu |
| 31 octombrie 2021 12:00 | Cronica          |         |                             | Sala Sporturilor, Bacău Arbitri: Cristea, Murariu |

| 31 octombrie 2021 12:00 | CNE Sfântu Gheorghe | 23 - 24 | CSM Roman   | Sala Sporturilor „Kati Szabó”, Sfântu Gheorghe Arbitri: Iacob, Petre |
| 31 octombrie 2021 12:00 | Grigore 6           | (15-11) | Ungureanu 9 | Sala Sporturilor „Kati Szabó”, Sfântu Gheorghe Arbitri: Iacob, Petre |
| 31 octombrie 2021 12:00 | Cronica             |         |             | Sala Sporturilor „Kati Szabó”, Sfântu Gheorghe Arbitri: Iacob, Petre |

| 31 octombrie 2021 12:30 | CS Activ Prahova Ploiești | 25 - 31 | CSM București II | Sala Sporturilor Olimpia, Ploiești Arbitri: Ghiță, Topliceanu |
| 31 octombrie 2021 12:30 | E. Andrița 5              | (11-20) | Mihai 12         | Sala Sporturilor Olimpia, Ploiești Arbitri: Ghiță, Topliceanu |
| 31 octombrie 2021 12:30 | Cronica                   |         |                  | Sala Sporturilor Olimpia, Ploiești Arbitri: Ghiță, Topliceanu |

CSU Neptun Constanța și Corona Brașov au stat.

### Etapa VIII
| 7 noiembrie 2021 11:00 | CSM Roman | 27 - 28 | HCF Piatra Neamț | Sala Polivalentă, Roman Arbitri: Avădani, Popvici |
| 7 noiembrie 2021 11:00 | Roșu 9    | (16-13) | Mazilu 14        | Sala Polivalentă, Roman Arbitri: Avădani, Popvici |
| 7 noiembrie 2021 11:00 | Cronica   |         |                  | Sala Polivalentă, Roman Arbitri: Avădani, Popvici |

| 7 noiembrie 2021 11:00 | CSM Unirea Slobozia | 37 - 30 | CS Știința Bacău | Sala Sporturilor „Andreea Nica”, Slobozia Arbitri: Radu, Vișan |
| 7 noiembrie 2021 11:00 | David 8             | (20-9)  | Pădurariu 9      | Sala Sporturilor „Andreea Nica”, Slobozia Arbitri: Radu, Vișan |
| 7 noiembrie 2021 11:00 | Cronica             |         |                  | Sala Sporturilor „Andreea Nica”, Slobozia Arbitri: Radu, Vișan |

| 7 noiembrie 2021 12:00 | Corona Brașov | 30 - 25 | CSM Galați | Sala „Dumitru Popescu Colibași”, Brașov Arbitri: Pârvu, Potîrniche |
| 7 noiembrie 2021 12:00 | Văcariu 14    | (12-10) | Corban 8   | Sala „Dumitru Popescu Colibași”, Brașov Arbitri: Pârvu, Potîrniche |
| 7 noiembrie 2021 12:00 | Cronica       |         |            | Sala „Dumitru Popescu Colibași”, Brașov Arbitri: Pârvu, Potîrniche |

| 7 noiembrie 2021 13:00 | CSU Neptun Constanța | 32 - 23 | CS Activ Prahova Ploiești | Sala Sporturilor, Constanța Arbitri: Doană, Gociu |
| 7 noiembrie 2021 13:00 | Stănciulescu 10      | (16-9)  | Panaite 6                 | Sala Sporturilor, Constanța Arbitri: Doană, Gociu |
| 7 noiembrie 2021 13:00 | Cronica              |         |                           | Sala Sporturilor, Constanța Arbitri: Doană, Gociu |

| 7 noiembrie 2021 13:30 | CSM București II | 30 - 27 | CNE Sfântu Gheorghe | Sala Elite, București Arbitri: Constantin, Enache |
| 7 noiembrie 2021 13:30 | Mihai, Petre 9   | (16-16) | Grigore 8           | Sala Elite, București Arbitri: Constantin, Enache |
| 7 noiembrie 2021 13:30 | Cronica          |         |                     | Sala Elite, București Arbitri: Constantin, Enache |

ACS Spartac București și ACS Școala 181 SSP București au stat.

### Etapa IX
| 14 noiembrie 2021 11:00 | CSM Galați            | 36 - 14 | ACS Spartac București | Sala Sporturilor „Dunărea”, Galați Arbitri: Popescu, Trică |
| 14 noiembrie 2021 11:00 | Lopătaru, Manolachi 6 | (19-6)  | Roman 7               | Sala Sporturilor „Dunărea”, Galați Arbitri: Popescu, Trică |
| 14 noiembrie 2021 11:00 | Cronica               |         |                       | Sala Sporturilor „Dunărea”, Galați Arbitri: Popescu, Trică |

| 14 noiembrie 2021 11:00 | CS Știința Bacău | 23 - 26 | CSM Roman     | Sala Sporturilor, Bacău Arbitri: Bârgăuan, Nicolaevici |
| 14 noiembrie 2021 11:00 | Pădurariu 8      | (11-14) | Crețulescu 11 | Sala Sporturilor, Bacău Arbitri: Bârgăuan, Nicolaevici |
| 14 noiembrie 2021 11:00 | Cronica          |         |               | Sala Sporturilor, Bacău Arbitri: Bârgăuan, Nicolaevici |

| 14 noiembrie 2021 11:00 | HCF Piatra Neamț | 35 - 29 | CSM București II | Sala Polivalentă, Piatra Neamț Arbitri: Popa, Velișcu |
| 14 noiembrie 2021 11:00 | Mazilu 11        | (17-15) | Mihai, Mohamed 9 | Sala Polivalentă, Piatra Neamț Arbitri: Popa, Velișcu |
| 14 noiembrie 2021 11:00 | Cronica          |         |                  | Sala Polivalentă, Piatra Neamț Arbitri: Popa, Velișcu |

| 14 noiembrie 2021 13:30 | CNE Sfântu Gheorghe | 25 - 26 | CSU Neptun Constanța | Sala Sporturilor „Kati Szabó”, Sfântu Gheorghe Arbitri: Agliceriu, Turdean |
| 14 noiembrie 2021 13:30 | Bârlă, Grigore 6    | (11-12) | Moldoveanu 7         | Sala Sporturilor „Kati Szabó”, Sfântu Gheorghe Arbitri: Agliceriu, Turdean |
| 14 noiembrie 2021 13:30 | Cronica             |         |                      | Sala Sporturilor „Kati Szabó”, Sfântu Gheorghe Arbitri: Agliceriu, Turdean |

| 14 noiembrie 2021 13:30 | ACS Școala 181 SSP București | 14 - 34 | Corona Brașov | Sala Iris, București Arbitri: Geaburu, Mitran |
| 14 noiembrie 2021 13:30 | Milea 5                      | (7-15)  | Văcariu 8     | Sala Iris, București Arbitri: Geaburu, Mitran |
| 14 noiembrie 2021 13:30 | Cronica                      |         |               | Sala Iris, București Arbitri: Geaburu, Mitran |

CSM Unirea Slobozia și CS Activ Prahova Ploiești au stat.

### Etapa X
| 18 noiembrie 2021 15:00 | CSM București II | 29 - 14 | CS Știința Bacău | Sala Elite, București Arbitri: Constantin, Enache |
| 18 noiembrie 2021 15:00 | Mihai 8          | (14-7)  | Pădurariu 5      | Sala Elite, București Arbitri: Constantin, Enache |
| 18 noiembrie 2021 15:00 | Cronica          |         |                  | Sala Elite, București Arbitri: Constantin, Enache |

| 21 noiembrie 2021 11:00 | ACS Spartac București | 19 - 37 | ACS Școala 181 SSP București | Sala Iris, București Arbitri: Radu, Vișan |
| 21 noiembrie 2021 11:00 | Mortu, Popa 5         | (6-17)  | Vicențiu 10                  | Sala Iris, București Arbitri: Radu, Vișan |
| 21 noiembrie 2021 11:00 | Cronica               |         |                              | Sala Iris, București Arbitri: Radu, Vișan |

| 21 noiembrie 2021 12:00 | CSM Unirea Slobozia | 29 - 35 | CSM Galați    | Sala Sporturilor „Andreea Nica”, Slobozia Arbitri: Gorina, Melencu |
| 21 noiembrie 2021 12:00 | O. Bucă 9           | (15-17) | C. Andrița 15 | Sala Sporturilor „Andreea Nica”, Slobozia Arbitri: Gorina, Melencu |
| 21 noiembrie 2021 12:00 | Cronica             |         |               | Sala Sporturilor „Andreea Nica”, Slobozia Arbitri: Gorina, Melencu |

| 21 noiembrie 2021 13:00 | CSU Neptun Constanța | 27 - 20 | HCF Piatra Neamț | Sala Sporturilor, Constanța Arbitri: Costache, Vasile |
| 21 noiembrie 2021 13:00 | Moldoveanu 9         | (12-10) | Macovei 9        | Sala Sporturilor, Constanța Arbitri: Costache, Vasile |
| 21 noiembrie 2021 13:00 | Cronica              |         |                  | Sala Sporturilor, Constanța Arbitri: Costache, Vasile |

| 21 noiembrie 2021 13:00 | CS Activ Prahova Ploiești | 33 - 25 | CNE Sfântu Gheorghe | Sala Sporturilor Olimpia, Ploiești Arbitri: Stoian, Bontea |
| 21 noiembrie 2021 13:00 | M. Arvatu 8               | (21-14) | Grigore 6           | Sala Sporturilor Olimpia, Ploiești Arbitri: Stoian, Bontea |
| 21 noiembrie 2021 13:00 | Cronica                   |         |                     | Sala Sporturilor Olimpia, Ploiești Arbitri: Stoian, Bontea |

CSM Roman și CSM Corona Brașov au stat.

### Etapa XI
| 22 ianuarie 2022 13:00 | Corona Brașov | 56 - 16 | ACS Spartac București | Sala „Dumitru Popescu Colibași”, Brașov Arbitri: Dinescu, Stanca |
| 22 ianuarie 2022 13:00 | Iordachi 10   | (29-5)  | Pascal 5              | Sala „Dumitru Popescu Colibași”, Brașov Arbitri: Dinescu, Stanca |
| 22 ianuarie 2022 13:00 | Cronica       |         |                       | Sala „Dumitru Popescu Colibași”, Brașov Arbitri: Dinescu, Stanca |

| 22 ianuarie 2022 13:00 | CSM Galați           | 23 - 17 | CSM Roman | Sala Sporturilor „Dunărea”, Galați Arbitri: Stoian, Bontea |
| 22 ianuarie 2022 13:00 | Bichir, C. Andrița 4 | (12-8)  | C. Roșu 6 | Sala Sporturilor „Dunărea”, Galați Arbitri: Stoian, Bontea |
| 22 ianuarie 2022 13:00 | Cronica              |         |           | Sala Sporturilor „Dunărea”, Galați Arbitri: Stoian, Bontea |

| 23 ianuarie 2022 10:00 | CS Știința Bacău      | 28 - 38 | CSU Neptun Constanța | Sala Sporturilor, Bacău Arbitri: Murariu, Tabacariu |
| 23 ianuarie 2022 10:00 | Pădurariu, Grigoriu 7 | (15-17) | Gheorghe 9           | Sala Sporturilor, Bacău Arbitri: Murariu, Tabacariu |
| 23 ianuarie 2022 10:00 | Cronica               |         |                      | Sala Sporturilor, Bacău Arbitri: Murariu, Tabacariu |

| 23 ianuarie 2022 12:00 | HCF Piatra Neamț | 18 - 24 | CS Activ Prahova Ploiești | Sala Polivalentă, Piatra Neamț Arbitri: Popovici, Avădani |
| 23 ianuarie 2022 12:00 | Mazilu 6         | (11-12) | Panaite 8                 | Sala Polivalentă, Piatra Neamț Arbitri: Popovici, Avădani |
| 23 ianuarie 2022 12:00 | Cronica          |         |                           | Sala Polivalentă, Piatra Neamț Arbitri: Popovici, Avădani |

| 23 ianuarie 2022 12:00 | ACS Școala 181 SSP București | 23 - 36 | CSM Unirea Slobozia | Sala Iris, București Arbitri: Ghesoiu, Tiță |
| 23 ianuarie 2022 12:00 | A.M. Roșu 10                 | (11-19) | Bucă 8              | Sala Iris, București Arbitri: Ghesoiu, Tiță |
| 23 ianuarie 2022 12:00 | Cronica                      |         |                     | Sala Iris, București Arbitri: Ghesoiu, Tiță |

CSM București II și CNE Sfântu Gheorghe au stat.

### Etapa XII
| 30 ianuarie 2022 | CSM Roman | 10 – 0 | ACS Școala 181 SSP București | Sala Polivalentă, Roman |
| 30 ianuarie 2022 | Cronica   |        |                              | Sala Polivalentă, Roman |
| 30 ianuarie 2022 |           |        |                              | Sala Polivalentă, Roman |

| 30 ianuarie 2022 11:00 | CSM Unirea Slobozia | 27 - 25 | Corona Brașov | Sala Sporturilor „Andreea Nica”, Slobozia Arbitri: Pârvu, Potîrniche |
| 30 ianuarie 2022 11:00 | O. Bucă 9           | (13-11) | Văcariu 12    | Sala Sporturilor „Andreea Nica”, Slobozia Arbitri: Pârvu, Potîrniche |
| 30 ianuarie 2022 11:00 | Cronica             |         |               | Sala Sporturilor „Andreea Nica”, Slobozia Arbitri: Pârvu, Potîrniche |

| 30 ianuarie 2022 11:00 | CNE Sfântu Gheorghe | 28 - 29 | HCF Piatra Neamț | Sala Sporturilor „Kati Szabó”, Sfântu Gheorghe Arbitri: Mârza, Nedelea |
| 30 ianuarie 2022 11:00 | Bârlă, Gînju 7      | (16-14) | Mazilu 9         | Sala Sporturilor „Kati Szabó”, Sfântu Gheorghe Arbitri: Mârza, Nedelea |
| 30 ianuarie 2022 11:00 | Cronica             |         |                  | Sala Sporturilor „Kati Szabó”, Sfântu Gheorghe Arbitri: Mârza, Nedelea |

| 30 ianuarie 2022 12:00 | CSM București II | 21 - 28 | CSM Galați   | Sala Elite, București Arbitri: Gorina, Melencu |
| 30 ianuarie 2022 12:00 | Mihai 8          | (14-13) | C. Andrița 9 | Sala Elite, București Arbitri: Gorina, Melencu |
| 30 ianuarie 2022 12:00 | Cronica          |         |              | Sala Elite, București Arbitri: Gorina, Melencu |

| 30 ianuarie 2022 13:00 | CS Activ Prahova Ploiești | 36 - 19 | CS Știința Bacău | Sala Sporturilor Olimpia, Ploiești Arbitri: Drăghici, Hagiu |
| 30 ianuarie 2022 13:00 | M. Arvatu 7               | (20-9)  | Pădurariu 7      | Sala Sporturilor Olimpia, Ploiești Arbitri: Drăghici, Hagiu |
| 30 ianuarie 2022 13:00 | Cronica                   |         |                  | Sala Sporturilor Olimpia, Ploiești Arbitri: Drăghici, Hagiu |

ACS Spartac București și CSU Neptun Constanța au stat.

### Etapa XIII
| 5 februarie 2022 12:30 | CSM Galați  | 33 - 23 | CSU Neptun Constanța   | Sala Sporturilor „Dunărea”, Galați Arbitri: Manafu, Pavel |
| 5 februarie 2022 12:30 | Prescură 10 | (15-12) | Moldoveanu, Pintilie 6 | Sala Sporturilor „Dunărea”, Galați Arbitri: Manafu, Pavel |
| 5 februarie 2022 12:30 | Cronica     |         |                        | Sala Sporturilor „Dunărea”, Galați Arbitri: Manafu, Pavel |

| 6 februarie 2022 10:00 | ACS Școala 181 SSP București | 22 - 22 | CSM București II | Sala Iris, București Arbitri: Radu, Vișan |
| 6 februarie 2022 10:00 | A.M. Roșu 12                 | (12-10) | A. Petre 6       | Sala Iris, București Arbitri: Radu, Vișan |
| 6 februarie 2022 10:00 | Cronica                      |         |                  | Sala Iris, București Arbitri: Radu, Vișan |

| 6 februarie 2022 12:00 | CS Știința Bacău      | 27 - 36 | CNE Sfântu Gheorghe | Sala Sporturilor, Bacău Arbitri: Stoian, Bontea |
| 6 februarie 2022 12:00 | I. Maxim, Pădurariu 7 | (13-19) | Grigore, Rău 6      | Sala Sporturilor, Bacău Arbitri: Stoian, Bontea |
| 6 februarie 2022 12:00 | Cronica               |         |                     | Sala Sporturilor, Bacău Arbitri: Stoian, Bontea |

| 6 februarie 2022 12:00 | ACS Spartac București            | 22 - 43 | CSM Unirea Slobozia | Sala Iris, București Arbitri: Ali, Mihordea |
| 6 februarie 2022 12:00 | Halmagyi, A. Mihăilă, C. Petre 5 | (10-21) | Naumenko 9          | Sala Iris, București Arbitri: Ali, Mihordea |
| 6 februarie 2022 12:00 | Cronica                          |         |                     | Sala Iris, București Arbitri: Ali, Mihordea |

| 6 februarie 2022 13:00 | Corona Brașov | 28 - 24 | CSM Roman | Sala „Dumitru Popescu Colibași”, Brașov Arbitri: Popovici, Avădani |
| 6 februarie 2022 13:00 | Văcariu 10    | (18-12) | Adin 6    | Sala „Dumitru Popescu Colibași”, Brașov Arbitri: Popovici, Avădani |
| 6 februarie 2022 13:00 | Cronica       |         |           | Sala „Dumitru Popescu Colibași”, Brașov Arbitri: Popovici, Avădani |

HCF Piatra Neamț și CS Activ Prahova Ploiești au stat.
| Clasament valabil pe 6 februarie 2022, la finalul turului. \| Poz. \| Echipa \| J \| V \| E \| Î \| GM \| GP \| DG \| P \| \| ---- \| ---------------------------- \| -- \| -- \| - \| -- \| --- \| --- \| ----- \| -- \| \| 1 \| CSM Galați \| 11 \| 10 \| 0 \| 1 \| 352 \| 231 \| + 121 \| 30 \| \| 2 \| CSM Unirea Slobozia \| 11 \| 9 \| 1 \| 1 \| 347 \| 282 \| + 65 \| 29 \| \| 3 \| Corona Brașov \| 11 \| 8 \| 1 \| 2 \| 358 \| 244 \| + 114 \| 25 \| \| 4 \| CSU Neptun Constanța \| 11 \| 7 \| 2 \| 2 \| 318 \| 278 \| + 40 \| 23 \| \| 5 \| HCF Piatra Neamț \| 11 \| 7 \| 0 \| 4 \| 314 \| 286 \| + 28 \| 21 \| \| 6 \| CS Activ Prahova Ploiești \| 11 \| 6 \| 0 \| 5 \| 284 \| 263 \| + 31 \| 18 \| \| 7 \| CSM București II \| 11 \| 5 \| 2 \| 4 \| 295 \| 284 \| + 11 \| 17 \| \| 8 \| CSM Roman \| 11 \| 4 \| 1 \| 6 \| 248 \| 254 \| – 6 \| 13 \| \| 9 \| CNE Sfântu Gheorghe \| 11 \| 3 \| 0 \| 8 \| 298 \| 318 \| – 20 \| 9 \| \| 10 \| CS Știința Bacău \| 11 \| 2 \| 0 \| 9 \| 235 \| 339 \| – 104 \| 6 \| \| 11 \| ACS Școala 181 SSP București \| 11 \| 1 \| 1 \| 9 \| 206 \| 292 \| – 86 \| 4 \| \| 12 \| ACS Spartac București \| 11 \| 0 \| 0 \| 11 \| 212 \| 406 \| – 194 \| 0 \| |                              |    |    |   |    |     |     |       |    |
| Poz. | Echipa                       | J  | V  | E | Î  | GM  | GP  | DG    | P  |
| 1 | CSM Galați                   | 11 | 10 | 0 | 1  | 352 | 231 | + 121 | 30 |
| 2 | CSM Unirea Slobozia          | 11 | 9  | 1 | 1  | 347 | 282 | + 65  | 29 |
| 3 | Corona Brașov                | 11 | 8  | 1 | 2  | 358 | 244 | + 114 | 25 |
| 4 | CSU Neptun Constanța         | 11 | 7  | 2 | 2  | 318 | 278 | + 40  | 23 |
| 5 | HCF Piatra Neamț             | 11 | 7  | 0 | 4  | 314 | 286 | + 28  | 21 |
| 6 | CS Activ Prahova Ploiești    | 11 | 6  | 0 | 5  | 284 | 263 | + 31  | 18 |
| 7 | CSM București II             | 11 | 5  | 2 | 4  | 295 | 284 | + 11  | 17 |
| 8 | CSM Roman                    | 11 | 4  | 1 | 6  | 248 | 254 | – 6   | 13 |
| 9 | CNE Sfântu Gheorghe          | 11 | 3  | 0 | 8  | 298 | 318 | – 20  | 9  |
| 10 | CS Știința Bacău             | 11 | 2  | 0 | 9  | 235 | 339 | – 104 | 6  |
| 11 | ACS Școala 181 SSP București | 11 | 1  | 1 | 9  | 206 | 292 | – 86  | 4  |
| 12 | ACS Spartac București        | 11 | 0  | 0 | 11 | 212 | 406 | – 194 | 0  |

### Rezultate în retur
Date oficiale publicate de Federația Română de Handbal

### Etapa XIV
| 19 februarie 2022 12:00 | Corona Brașov | 34 - 29 | CSM București II   | Sala „Dumitru Popescu Colibași”, Brașov Arbitri: Lungu, Paraschiv |
| 19 februarie 2022 12:00 | Dumitrașcu 7  | (20-12) | Geamănu, Mohamed 6 | Sala „Dumitru Popescu Colibași”, Brașov Arbitri: Lungu, Paraschiv |
| 19 februarie 2022 12:00 | Cronica       |         |                    | Sala „Dumitru Popescu Colibași”, Brașov Arbitri: Lungu, Paraschiv |

| 20 februarie 2022 10:00 | CS Știința Bacău | 25 - 40 | HCF Piatra Neamț | Sala Sporturilor, Bacău Arbitri: Cristea, Murariu |
| 20 februarie 2022 10:00 | Pădurariu 7      | (11-23) | Macovei 11       | Sala Sporturilor, Bacău Arbitri: Cristea, Murariu |
| 20 februarie 2022 10:00 | Cronica          |         |                  | Sala Sporturilor, Bacău Arbitri: Cristea, Murariu |

| 20 februarie 2022 11:00 | CSM Galați | 27 - 24 | CS Activ Prahova Ploiești | Sala Sporturilor „Dunărea”, Galați Arbitri: Chirițoiu, Neagu |
| 20 februarie 2022 11:00 | Bichir 7   | (15-14) | M. Arvatu 7               | Sala Sporturilor „Dunărea”, Galați Arbitri: Chirițoiu, Neagu |
| 20 februarie 2022 11:00 | Cronica    |         |                           | Sala Sporturilor „Dunărea”, Galați Arbitri: Chirițoiu, Neagu |

| 20 februarie 2022 14:00 | ACS Spartac București | 27 - 31 | CSM Roman | Sala Iris, București Arbitri: Cazan, Suliman |
| 20 februarie 2022 14:00 | A. Mihăilă 9          | (15-14) | Roșu 14   | Sala Iris, București Arbitri: Cazan, Suliman |
| 20 februarie 2022 14:00 | Cronica               |         |           | Sala Iris, București Arbitri: Cazan, Suliman |

| 5 martie 2022 14:00 | ACS Școala 181 SSP București | 25 - 26 | CSU Neptun Constanța | Sala Iris, București Arbitri: Popa, Velișcu |
| 5 martie 2022 14:00 | A.M. Roșu 7                  | (14-14) | Stănciulescu 7       | Sala Iris, București Arbitri: Popa, Velișcu |
| 5 martie 2022 14:00 | Cronica                      |         |                      | Sala Iris, București Arbitri: Popa, Velișcu |

CNE Sfântu Gheorghe și CSM Unirea Slobozia au stat.

### Etapa XV
| 24 februarie 2022 13:00 | CSU Neptun Constanța | 25 - 29 | Corona Brașov | Sala Sporturilor, Constanța Arbitri: Doană, Gociu |
| 24 februarie 2022 13:00 | Moldoveanu 11        | (15-12) | Vizitiu 9     | Sala Sporturilor, Constanța Arbitri: Doană, Gociu |
| 24 februarie 2022 13:00 | Cronica              |         |               | Sala Sporturilor, Constanța Arbitri: Doană, Gociu |

| 24 februarie 2022 14:00 | CS Activ Prahova Ploiești | 28 - 25 | ACS Școala 181 SSP București | Sala Sporturilor Olimpia, Ploiești Arbitri: Dușa, Olteanu |
| 24 februarie 2022 14:00 | State, M. Arvatu 4        | (15-11) | A.M. Roșu 15                 | Sala Sporturilor Olimpia, Ploiești Arbitri: Dușa, Olteanu |
| 24 februarie 2022 14:00 | Cronica                   |         |                              | Sala Sporturilor Olimpia, Ploiești Arbitri: Dușa, Olteanu |

| 24 februarie 2022 15:30 | CSM București II | 42 - 23 | ACS Spartac București | Sala Elite, București Arbitri: Ali, Mihordea |
| 24 februarie 2022 15:30 | Sărățeanu 7      | (22-10) | A. Mihăilă 7          | Sala Elite, București Arbitri: Ali, Mihordea |
| 24 februarie 2022 15:30 | Cronica          |         |                       | Sala Elite, București Arbitri: Ali, Mihordea |

| 24 februarie 2022 16:00 | CNE Sfântu Gheorghe | 23 - 33 | CSM Galați    | Sala Sporturilor „Kati Szabó”, Sfântu Gheorghe Arbitri: Agliceriu, Turdean |
| 24 februarie 2022 16:00 | Grigore 5           | (11-17) | C. Andrița 12 | Sala Sporturilor „Kati Szabó”, Sfântu Gheorghe Arbitri: Agliceriu, Turdean |
| 24 februarie 2022 16:00 | Cronica             |         |               | Sala Sporturilor „Kati Szabó”, Sfântu Gheorghe Arbitri: Agliceriu, Turdean |

| 24 februarie 2022 17:00 | CSM Roman  | 22 - 33 | CSM Unirea Slobozia | Sala Polivalentă, Roman Arbitri: Maciornea, Savin |
| 24 februarie 2022 17:00 | C. Roșu 10 | (12-18) | Bidașcu 13          | Sala Polivalentă, Roman Arbitri: Maciornea, Savin |
| 24 februarie 2022 17:00 | Cronica    |         |                     | Sala Polivalentă, Roman Arbitri: Maciornea, Savin |

HCF Piatra Neamț și CS Știința Bacău au stat.

### Etapa XVI
| 10 martie 2022 17:00 | CSM Unirea Slobozia | 36 - 18 | CSM București II     | Sala Sporturilor „Andreea Nica”, Slobozia Arbitri: Pârvu, Potîrniche |
| 10 martie 2022 17:00 | Bidașcu 6           | (13-10) | Ailincăi, A. Petre 4 | Sala Sporturilor „Andreea Nica”, Slobozia Arbitri: Pârvu, Potîrniche |
| 10 martie 2022 17:00 | Cronica             |         |                      | Sala Sporturilor „Andreea Nica”, Slobozia Arbitri: Pârvu, Potîrniche |

| 12 martie 2022 13:00 | Corona Brașov | 34 - 27 | CS Activ Prahova Ploiești | Sala Sporturilor Metrom, Brașov Arbitri: Nacu, Rucoi |
| 12 martie 2022 13:00 | Moraru 10     | (17-13) | M. Arvatu, Popescu 4      | Sala Sporturilor Metrom, Brașov Arbitri: Nacu, Rucoi |
| 12 martie 2022 13:00 | Cronica       |         |                           | Sala Sporturilor Metrom, Brașov Arbitri: Nacu, Rucoi |

| 13 martie 2022 11:00 | CSM Galați | 30 - 27 | HCF Piatra Neamț | Sala Sporturilor „Dunărea”, Galați Arbitri: Stoian, Bontea |
| 13 martie 2022 11:00 | Bichir 7   | (18-13) | Mazilu 10        | Sala Sporturilor „Dunărea”, Galați Arbitri: Stoian, Bontea |
| 13 martie 2022 11:00 | Cronica    |         |                  | Sala Sporturilor „Dunărea”, Galați Arbitri: Stoian, Bontea |

| 13 martie 2022 14:00 | ACS Școala 181 SSP București | 24 - 31 | CNE Sfântu Gheorghe | Sala Iris, București Arbitri: Cristea, Pădeanu |
| 13 martie 2022 14:00 | Milea 8                      | (12-16) | Grigore 13          | Sala Iris, București Arbitri: Cristea, Pădeanu |
| 13 martie 2022 14:00 | Cronica                      |         |                     | Sala Iris, București Arbitri: Cristea, Pădeanu |

| 13 martie 2022 16:00 | ACS Spartac București | 28 - 34 | CSU Neptun Constanța | Sala Iris, București Arbitri: Constantin, Enache |
| 13 martie 2022 16:00 | A. Mihăilă 10         | (14-15) | Gheorghe 11          | Sala Iris, București Arbitri: Constantin, Enache |
| 13 martie 2022 16:00 | Cronica               |         |                      | Sala Iris, București Arbitri: Constantin, Enache |

CSM Roman și CS Știința Bacău au stat.

### Etapa XVII
| 20 martie 2022 | HCF Piatra Neamț | 39 - 28 | ACS Școala 181 SSP București | Sala Polivalentă, Piatra Neamț Arbitri: Bălțat, Rusu |
| 20 martie 2022 | Macovei 12       | (17-13) | A.M. Roșu, Vîlcu 7           | Sala Polivalentă, Piatra Neamț Arbitri: Bălțat, Rusu |
| 20 martie 2022 | Cronica          |         |                              | Sala Polivalentă, Piatra Neamț Arbitri: Bălțat, Rusu |

| 20 martie 2022 10:00 | CS Știința Bacău | 19 - 45 | CSM Galați | Sala Sporturilor, Bacău Arbitri: Ghesoiu, Tiță |
| 20 martie 2022 10:00 | A. Bucă 9        | (12-22) | Merlă 8    | Sala Sporturilor, Bacău Arbitri: Ghesoiu, Tiță |
| 20 martie 2022 10:00 | Cronica          |         |            | Sala Sporturilor, Bacău Arbitri: Ghesoiu, Tiță |

| 20 martie 2022 11:00 | CSM București II | 29 - 28 | CSM Roman  | Sala Elite, București Arbitri: Popa, Velișca |
| 20 martie 2022 11:00 | Apușcăroae 5     | (14-9)  | C. Roșu 11 | Sala Elite, București Arbitri: Popa, Velișca |
| 20 martie 2022 11:00 | Cronica          |         |            | Sala Elite, București Arbitri: Popa, Velișca |

| 20 martie 2022 12:00 | CSU Neptun Constanța | 27 - 25 | CSM Unirea Slobozia | Sala Sporturilor, Constanța Arbitri: Murariu, Tăbăcariu |
| 20 martie 2022 12:00 | Stănciulescu 8       | (12-11) | O. Bucă 6           | Sala Sporturilor, Constanța Arbitri: Murariu, Tăbăcariu |
| 20 martie 2022 12:00 | Cronica              |         |                     | Sala Sporturilor, Constanța Arbitri: Murariu, Tăbăcariu |

| 20 martie 2022 12:30 | CS Activ Prahova Ploiești | 34 - 15 | ACS Spartac București | Sala Sporturilor Olimpia, Ploiești Arbitri: Stoian, Bontea |
| 20 martie 2022 12:30 | M. Arvatu 10              | (17-5)  | C. Petre 4            | Sala Sporturilor Olimpia, Ploiești Arbitri: Stoian, Bontea |
| 20 martie 2022 12:30 | Cronica                   |         |                       | Sala Sporturilor Olimpia, Ploiești Arbitri: Stoian, Bontea |

| 20 martie 2022 13:00 | CNE Sfântu Gheorghe      | 20 - 27 | Corona Brașov      | Sala Sporturilor „Kati Szabó”, Sfântu Gheorghe Arbitri: Albert, Gherman |
| 20 martie 2022 13:00 | Bârlă, Florea, Grigore 4 | (12-14) | Lăcătuș, Văcariu 5 | Sala Sporturilor „Kati Szabó”, Sfântu Gheorghe Arbitri: Albert, Gherman |
| 20 martie 2022 13:00 | Cronica                  |         |                    | Sala Sporturilor „Kati Szabó”, Sfântu Gheorghe Arbitri: Albert, Gherman |

### Etapa XVIII
| 25 martie 2022 12:00 | CSM Roman  | 22 - 34 | CSU Neptun Constanța | Sala Polivalentă, Roman Arbitri: Maciornea, Savin |
| 25 martie 2022 12:00 | C. Roșu 10 | (11-16) | Stănciulescu 12      | Sala Polivalentă, Roman Arbitri: Maciornea, Savin |
| 25 martie 2022 12:00 | Cronica    |         |                      | Sala Polivalentă, Roman Arbitri: Maciornea, Savin |

| 27 martie 2022 11:00 | CSM Unirea Slobozia | 29 - 25 | CS Activ Prahova Ploiești | Sala Sporturilor „Andreea Nica”, Slobozia Arbitri: Constantin, Enache |
| 27 martie 2022 11:00 | Sava 6              | (16-11) | M. Arvatu 14              | Sala Sporturilor „Andreea Nica”, Slobozia Arbitri: Constantin, Enache |
| 27 martie 2022 11:00 | Cronica             |         |                           | Sala Sporturilor „Andreea Nica”, Slobozia Arbitri: Constantin, Enache |

| 27 martie 2022 12:00 | Corona Brașov | 32 - 22 | HCF Piatra Neamț | Sala „Dumitru Popescu Colibași”, Brașov Arbitri: Doană, Gociu |
| 27 martie 2022 12:00 | Văcariu 7     | (14-10) | Macovei 7        | Sala „Dumitru Popescu Colibași”, Brașov Arbitri: Doană, Gociu |
| 27 martie 2022 12:00 | Cronica       |         |                  | Sala „Dumitru Popescu Colibași”, Brașov Arbitri: Doană, Gociu |

| 27 martie 2022 14:00 | ACS Școala 181 SSP București | 36 - 28 | CS Știința Bacău | Sala Iris, București Arbitri: Mărgărit, Pirciu |
| 27 martie 2022 14:00 | Milea 12                     | (16-14) | A. Bucă 8        | Sala Iris, București Arbitri: Mărgărit, Pirciu |
| 27 martie 2022 14:00 | Cronica                      |         |                  | Sala Iris, București Arbitri: Mărgărit, Pirciu |

| 27 martie 2022 16:00 | ACS Spartac București | 23 - 30 | CNE Sfântu Gheorghe  | Sala Iris, București Arbitri: Radu, Vișan |
| 27 martie 2022 16:00 | Mocanu, C. Petre 7    | (9-13)  | Banu, Constandache 6 | Sala Iris, București Arbitri: Radu, Vișan |
| 27 martie 2022 16:00 | Cronica               |         |                      | Sala Iris, București Arbitri: Radu, Vișan |

CSM Galați și CSM București II au stat.

### Etapa XIX
| 3 aprilie 2022 10:00 | CS Știința Bacău | 17 - 52 | Corona Brașov | Sala Sporturilor, Bacău Arbitri: Stoian, Bontea |
| 3 aprilie 2022 10:00 | I. Maxim 6       | (6-23)  | Dumitrașcu 9  | Sala Sporturilor, Bacău Arbitri: Stoian, Bontea |
| 3 aprilie 2022 10:00 | Cronica          |         |               | Sala Sporturilor, Bacău Arbitri: Stoian, Bontea |

| 3 aprilie 2022 11:00 | HCF Piatra Neamț        | 41 - 26 | ACS Spartac București | Sala Polivalentă, Piatra Neamț Arbitri: Gogolinca, Roibu |
| 3 aprilie 2022 11:00 | Ababei, Creangă, Nica 8 | (23-7)  | Mocanu 9              | Sala Polivalentă, Piatra Neamț Arbitri: Gogolinca, Roibu |
| 3 aprilie 2022 11:00 | Cronica                 |         |                       | Sala Polivalentă, Piatra Neamț Arbitri: Gogolinca, Roibu |

| 3 aprilie 2022 12:00 | CNE Sfântu Gheorghe      | 29 - 38 | CSM Unirea Slobozia | Sala Sporturilor „Kati Szabó”, Sfântu Gheorghe Arbitri: Albert, Gherman |
| 3 aprilie 2022 12:00 | Grigore, Irimia, Pavel 6 | (16-22) | O. Bucă 15          | Sala Sporturilor „Kati Szabó”, Sfântu Gheorghe Arbitri: Albert, Gherman |
| 3 aprilie 2022 12:00 | Cronica                  |         |                     | Sala Sporturilor „Kati Szabó”, Sfântu Gheorghe Arbitri: Albert, Gherman |

| 3 aprilie 2022 13:00 | CSU Neptun Constanța | 32 - 32 | CSM București II | Sala Sporturilor, Constanța Arbitri: Bălan, Savin |
| 3 aprilie 2022 13:00 | Gheorghe 12          | (18-15) | Sărățeanu 8      | Sala Sporturilor, Constanța Arbitri: Bălan, Savin |
| 3 aprilie 2022 13:00 | Cronica              |         |                  | Sala Sporturilor, Constanța Arbitri: Bălan, Savin |

| 3 aprilie 2022 15:00 | CS Activ Prahova Ploiești | 34 - 26 | CSM Roman  | Sala Sporturilor Olimpia, Ploiești Arbitri: Ghiță, Topliceanu |
| 3 aprilie 2022 15:00 | M. Arvatu 8               | (17-13) | C. Roșu 12 | Sala Sporturilor Olimpia, Ploiești Arbitri: Ghiță, Topliceanu |
| 3 aprilie 2022 15:00 | Cronica                   |         |            | Sala Sporturilor Olimpia, Ploiești Arbitri: Ghiță, Topliceanu |

CSM Galați și ACS Școala 181 SSP București au stat.

### Etapa XX
| 3 aprilie 2022 14:00 | ACS Școala 181 SSP București | 0 - 10 | CSM Galați | Sala Iris, București Arbitri: Manea, Iliescu |
| 3 aprilie 2022 14:00 | Cronica                      |        |            | Sala Iris, București Arbitri: Manea, Iliescu |
| 3 aprilie 2022 14:00 |                              |        |            | Sala Iris, București Arbitri: Manea, Iliescu |

| 5 aprilie 2022 17:00 | CSM Roman  | 33 - 23 | CNE Sfântu Gheorghe | Sala Polivalentă, Roman Arbitri: Agraviloaie, Bura |
| 5 aprilie 2022 17:00 | C. Roșu 12 | (17-10) | Aftene 7            | Sala Polivalentă, Roman Arbitri: Agraviloaie, Bura |
| 5 aprilie 2022 17:00 | Cronica    |         |                     | Sala Polivalentă, Roman Arbitri: Agraviloaie, Bura |

| 6 aprilie 2022 12:00 | CSM Unirea Slobozia        | 35 - 28 | HCF Piatra Neamț | Sala Sporturilor „Andreea Nica”, Slobozia Arbitri: Pârvu, Potîrniche |
| 6 aprilie 2022 12:00 | Leuștean, Polismac, Sava 5 | (20-14) | Macovei 8        | Sala Sporturilor „Andreea Nica”, Slobozia Arbitri: Pârvu, Potîrniche |
| 6 aprilie 2022 12:00 | Cronica                    |         |                  | Sala Sporturilor „Andreea Nica”, Slobozia Arbitri: Pârvu, Potîrniche |

| 6 aprilie 2022 16:00 | ACS Spartac București | 26 - 27 | CS Știința Bacău | Sala Iris, București Arbitri: Dumitru, Ionescu |
| 6 aprilie 2022 16:00 | Pascal 7              | (16-15) | Vișan 7          | Sala Iris, București Arbitri: Dumitru, Ionescu |
| 6 aprilie 2022 16:00 | Cronica               |         |                  | Sala Iris, București Arbitri: Dumitru, Ionescu |

| 6 aprilie 2022 18:00 | CSM București II | 21 - 25 | CS Activ Prahova Ploiești | Sala Apollo, București Arbitri: Geaburu, Mitran |
| 6 aprilie 2022 18:00 | Sărățeanu 8      | (11-11) | M. Arvatu 10              | Sala Apollo, București Arbitri: Geaburu, Mitran |
| 6 aprilie 2022 18:00 | Cronica          |         |                           | Sala Apollo, București Arbitri: Geaburu, Mitran |

CSU Neptun Constanța și Corona Brașov au stat.

### Etapa XXI
| 10 aprilie 2022 10:00 | CS Știința Bacău | 21 - 42 | CSM Unirea Slobozia | Sala Sporturilor, Bacău Arbitri: Cristea, Murariu |
| 10 aprilie 2022 10:00 | Brașovianu 6     | (10-22) | Leuștean 7          | Sala Sporturilor, Bacău Arbitri: Cristea, Murariu |
| 10 aprilie 2022 10:00 | Cronica          |         |                     | Sala Sporturilor, Bacău Arbitri: Cristea, Murariu |

| 10 aprilie 2022 11:00 | HCF Piatra Neamț | 30 - 20 | CSM Roman | Sala Polivalentă, Piatra Neamț Arbitri: Avădani, Popovici |
| 10 aprilie 2022 11:00 | Mazilu 8         | (13-10) | C. Roșu 7 | Sala Polivalentă, Piatra Neamț Arbitri: Avădani, Popovici |
| 10 aprilie 2022 11:00 | Cronica          |         |           | Sala Polivalentă, Piatra Neamț Arbitri: Avădani, Popovici |

| 10 aprilie 2022 11:00 | CSM Galați            | 21 - 25 | Corona Brașov | Sala Sporturilor „Dunărea”, Galați Arbitri: Gorina, Melencu |
| 10 aprilie 2022 11:00 | Lopătaru, Manolachi 5 | (8-10)  | Moraru 8      | Sala Sporturilor „Dunărea”, Galați Arbitri: Gorina, Melencu |
| 10 aprilie 2022 11:00 | Cronica               |         |               | Sala Sporturilor „Dunărea”, Galați Arbitri: Gorina, Melencu |

| 10 aprilie 2022 13:00 | CS Activ Prahova Ploiești | 19 - 19 | CSU Neptun Constanța | Sala Sporturilor Olimpia, Ploiești Arbitri: Lungu, Paraschiv |
| 10 aprilie 2022 13:00 | Panaite 6                 | (11-9)  | Moldoveanu 7         | Sala Sporturilor Olimpia, Ploiești Arbitri: Lungu, Paraschiv |
| 10 aprilie 2022 13:00 | Cronica                   |         |                      | Sala Sporturilor Olimpia, Ploiești Arbitri: Lungu, Paraschiv |

| 10 aprilie 2022 14:00 | CNE Sfântu Gheorghe | 28 - 23 | CSM București II | Sala Sporturilor „Kati Szabó”, Sfântu Gheorghe Arbitri: Drăghici, Drăguț |
| 10 aprilie 2022 14:00 | I. Damian 5         | (12-13) | Mohamed 6        | Sala Sporturilor „Kati Szabó”, Sfântu Gheorghe Arbitri: Drăghici, Drăguț |
| 10 aprilie 2022 14:00 | Cronica             |         |                  | Sala Sporturilor „Kati Szabó”, Sfântu Gheorghe Arbitri: Drăghici, Drăguț |

ACS Spartac București și ACS Școala 181 SSP București au stat.

### Etapa XXII
| 14 aprilie 2022 13:00 | CSU Neptun Constanța | 39 - 26 | CNE Sfântu Gheorghe           | Sala Sporturilor, Constanța Arbitri: Doană, GHesoiu |
| 14 aprilie 2022 13:00 | Moldoveanu 13        | (19-14) | Căruntu, I. Damian, Grigore 4 | Sala Sporturilor, Constanța Arbitri: Doană, GHesoiu |
| 14 aprilie 2022 13:00 | Cronica              |         |                               | Sala Sporturilor, Constanța Arbitri: Doană, GHesoiu |

| 14 aprilie 2022 15:00 | CSM București II | 32 - 31 | HCF Piatra Neamț | Sala Apollo, București Arbitri: Mărgărit, Pîrciu |
| 14 aprilie 2022 15:00 | Stoica 8         | (18-17) | Macovei 11       | Sala Apollo, București Arbitri: Mărgărit, Pîrciu |
| 14 aprilie 2022 15:00 | Cronica          |         |                  | Sala Apollo, București Arbitri: Mărgărit, Pîrciu |

| 14 aprilie 2022 16:00 | Corona Brașov | 48 - 22 | ACS Școala 181 SSP București | Sala „Dumitru Popescu Colibași”, Brașov Arbitri: Dudău, Dudău |
| 14 aprilie 2022 16:00 | Darie 9       | (21-12) | A.M. Roșu 9                  | Sala „Dumitru Popescu Colibași”, Brașov Arbitri: Dudău, Dudău |
| 14 aprilie 2022 16:00 | Cronica       |         |                              | Sala „Dumitru Popescu Colibași”, Brașov Arbitri: Dudău, Dudău |

| 14 aprilie 2022 17:00 | CSM Roman | 28 - 22 | CS Știința Bacău | Sala Polivalentă, Roman Arbitri: Agraviloaie, Bura |
| 14 aprilie 2022 17:00 | Adin 14   | (13-15) | Pădurariu 7      | Sala Polivalentă, Roman Arbitri: Agraviloaie, Bura |
| 14 aprilie 2022 17:00 | Cronica   |         |                  | Sala Polivalentă, Roman Arbitri: Agraviloaie, Bura |

| 16 aprilie 2022 12:00 | ACS Spartac București | 18 - 47 | CSM Galați  | Sala Iris, București Arbitri: Constantin, Enache |
| 16 aprilie 2022 12:00 | Popa 8                | (5-23)  | Prescură 15 | Sala Iris, București Arbitri: Constantin, Enache |
| 16 aprilie 2022 12:00 | Cronica               |         |             | Sala Iris, București Arbitri: Constantin, Enache |

CSM Unirea Slobozia și CS Activ Prahova Ploiești au stat.

### Etapa XXIII
| 29 aprilie 2022 | HCF Piatra Neamț | 29 - 30 | CSU Neptun Constanța | Sala Polivalentă, Piatra Neamț Arbitri: Mârza, Nedelea |
| 29 aprilie 2022 | Mazilu 15        | (11-14) | Moldoveanu 12        | Sala Polivalentă, Piatra Neamț Arbitri: Mârza, Nedelea |
| 29 aprilie 2022 | Cronica          |         |                      | Sala Polivalentă, Piatra Neamț Arbitri: Mârza, Nedelea |

| 29 aprilie 2022 13:00 | CS Știința Bacău | 24 - 42 | CSM București II | Sala Sporturilor, Bacău Arbitri: Lungu, Paraschiv |
| 29 aprilie 2022 13:00 | A. Bucă 11       | (10-20) | Mohamed 9        | Sala Sporturilor, Bacău Arbitri: Lungu, Paraschiv |
| 29 aprilie 2022 13:00 | Cronica          |         |                  | Sala Sporturilor, Bacău Arbitri: Lungu, Paraschiv |

| 29 aprilie 2022 15:00 | CNE Sfântu Gheorghe | 20 - 28 | CS Activ Prahova Ploiești | Sala Sporturilor „Kati Szabó”, Sfântu Gheorghe Arbitri: Albert, Bherman |
| 29 aprilie 2022 15:00 | Căruntu, Verdeș 4   | (11-18) | M. Arvatu 6               | Sala Sporturilor „Kati Szabó”, Sfântu Gheorghe Arbitri: Albert, Bherman |
| 29 aprilie 2022 15:00 | Cronica             |         |                           | Sala Sporturilor „Kati Szabó”, Sfântu Gheorghe Arbitri: Albert, Bherman |

| 29 aprilie 2022 17:00 | CSM Galați                       | 24 - 19 | CSM Unirea Slobozia | Sala Sporturilor „Dunărea”, Galați Arbitri: Ghiță, Topliceanu |
| 29 aprilie 2022 17:00 | C. Andrița, Lopătaru, Prescură 4 | (12-8)  | O. Bucă 11          | Sala Sporturilor „Dunărea”, Galați Arbitri: Ghiță, Topliceanu |
| 29 aprilie 2022 17:00 | Cronica                          |         |                     | Sala Sporturilor „Dunărea”, Galați Arbitri: Ghiță, Topliceanu |

| 30 aprilie 2022 12:00 | ACS Școala 181 SSP București | 46 - 29 | ACS Spartac București | Sala Iris, București Arbitri: Andrei, Caunei |
| 30 aprilie 2022 12:00 | Milea 13                     | (20-15) | Halmagyi 9            | Sala Iris, București Arbitri: Andrei, Caunei |
| 30 aprilie 2022 12:00 | Cronica                      |         |                       | Sala Iris, București Arbitri: Andrei, Caunei |

CSM Roman și CSM Corona Brașov au stat.

### Etapa XXIV
| 3 mai 2022 11:00 | CSU Neptun Constanța | 39 - 22 | CS Știința Bacău | Sala Sporturilor, Constanța Arbitri: Ghiță, Topliceanu |
| 3 mai 2022 11:00 | Gheorghe 15          | (15-12) | I. Maxim 7       | Sala Sporturilor, Constanța Arbitri: Ghiță, Topliceanu |
| 3 mai 2022 11:00 | Cronica              |         |                  | Sala Sporturilor, Constanța Arbitri: Ghiță, Topliceanu |

| 3 mai 2022 13:30 | CS Activ Prahova Ploiești | 29 - 21 | HCF Piatra Neamț | Sala Sporturilor Olimpia, Ploiești Arbitri: Popovici, Avădani |
| 3 mai 2022 13:30 | M. Arvatu 8               | (14-9)  | Nica 6           | Sala Sporturilor Olimpia, Ploiești Arbitri: Popovici, Avădani |
| 3 mai 2022 13:30 | Cronica                   |         |                  | Sala Sporturilor Olimpia, Ploiești Arbitri: Popovici, Avădani |

| 4 mai 2022 17:00 | CSM Unirea Slobozia | 37 - 28 | ACS Școala 181 SSP București | Sala Sporturilor „Andreea Nica”, Slobozia Arbitri: Ursu, Vâlcu |
| 4 mai 2022 17:00 | Sava 8              | (20-16) | A.M. Roșu 10                 | Sala Sporturilor „Andreea Nica”, Slobozia Arbitri: Ursu, Vâlcu |
| 4 mai 2022 17:00 | Cronica             |         |                              | Sala Sporturilor „Andreea Nica”, Slobozia Arbitri: Ursu, Vâlcu |

| 7 mai 2022 12:00 | ACS Spartac București | 22 - 49 | Corona Brașov | Sala Iris, București Arbitri: Radu, Vișan |
| 7 mai 2022 12:00 | Mocanu 6              | (10-24) | Bărăbaș 10    | Sala Iris, București Arbitri: Radu, Vișan |
| 7 mai 2022 12:00 | Cronica               |         |               | Sala Iris, București Arbitri: Radu, Vișan |

| 13 mai 2022 17:00 | CSM Roman  | 20 - 27 | CSM Galați    | Sala Polivalentă, Roman Arbitri: Mociornea, Savin |
| 13 mai 2022 17:00 | C. Roșu 10 | (13-15) | C. Andrița 10 | Sala Polivalentă, Roman Arbitri: Mociornea, Savin |
| 13 mai 2022 17:00 | Cronica    |         |               | Sala Polivalentă, Roman Arbitri: Mociornea, Savin |

CSM București II și CNE Sfântu Gheorghe au stat.

### Etapa XXV
| 25 mai 2022 14:00 | CS Știința Bacău | 20 - 46 | CS Activ Prahova Ploiești | Sala Sporturilor, Bacău Arbitri: Bîrgăuan, Nicolaevici |
| 25 mai 2022 14:00 | Vișan 8          | (8-20)  | Grădișteanu 13            | Sala Sporturilor, Bacău Arbitri: Bîrgăuan, Nicolaevici |
| 25 mai 2022 14:00 | Cronica          |         |                           | Sala Sporturilor, Bacău Arbitri: Bîrgăuan, Nicolaevici |

| 25 mai 2022 14:30 | HCF Piatra Neamț | 24 - 26 | CNE Sfântu Gheorghe | Sala Polivalentă, Piatra Neamț Arbitri: Agraviloaie, Bura |
| 25 mai 2022 14:30 | Macovei 6        | (12-13) | Căruntu 4           | Sala Polivalentă, Piatra Neamț Arbitri: Agraviloaie, Bura |
| 25 mai 2022 14:30 | Cronica          |         |                     | Sala Polivalentă, Piatra Neamț Arbitri: Agraviloaie, Bura |

| 25 mai 2022 17:00 | CSM Galați        | 39 - 26 | CSM București II | Sala Sporturilor „Dunărea”, Galați Arbitri: Lungu, Paraschiv |
| 25 mai 2022 17:00 | Ichim, Lopătaru 6 | (21-12) | Mohamed 9        | Sala Sporturilor „Dunărea”, Galați Arbitri: Lungu, Paraschiv |
| 25 mai 2022 17:00 | Cronica           |         |                  | Sala Sporturilor „Dunărea”, Galați Arbitri: Lungu, Paraschiv |

| 25 mai 2022 18:00 | ACS Școala 181 SSP București | 31 - 29 | CSM Roman | Sala Iris, București Arbitri: Chirițoiu, Oprea |
| 25 mai 2022 18:00 | A.M. Roșu 15                 | (19-17) | Adin 13   | Sala Iris, București Arbitri: Chirițoiu, Oprea |
| 25 mai 2022 18:00 | Cronica                      |         |           | Sala Iris, București Arbitri: Chirițoiu, Oprea |

| 25 mai 2022 18:30 | Corona Brașov     | 31 - 32 | CSM Unirea Slobozia | Sala „Dumitru Popescu Colibași”, Brașov Arbitri: Ghesoiu, Tiță |
| 25 mai 2022 18:30 | Moraru, Văcariu 7 | (12-17) | Sava 10             | Sala „Dumitru Popescu Colibași”, Brașov Arbitri: Ghesoiu, Tiță |
| 25 mai 2022 18:30 | Cronica           |         |                     | Sala „Dumitru Popescu Colibași”, Brașov Arbitri: Ghesoiu, Tiță |

ACS Spartac București și CSU Neptun Constanța au stat.

### Etapa XXVI
| 29 mai 2022 | CSM București II | 33 - 20 | ACS Școala 181 SSP București | Sala Elite, București Arbitri: Radu, Vișan |
| 29 mai 2022 | Geamănu 7        | (13-12) | Milea 7                      | Sala Elite, București Arbitri: Radu, Vișan |
| 29 mai 2022 | Cronica          |         |                              | Sala Elite, București Arbitri: Radu, Vișan |

| 29 mai 2022 11:00 | CSM Roman  | 26 - 41 | Corona Brașov       | Sala Polivalentă, Roman Arbitri: Popovici, Avădani |
| 29 mai 2022 11:00 | C. Roșu 10 | (11-18) | Bărăbaș, Iordachi 5 | Sala Polivalentă, Roman Arbitri: Popovici, Avădani |
| 29 mai 2022 11:00 | Cronica    |         |                     | Sala Polivalentă, Roman Arbitri: Popovici, Avădani |

| 29 mai 2022 11:00 | CSM Unirea Slobozia | 42 - 23 | ACS Spartac București | Sala Sporturilor „Andreea Nica”, Slobozia Arbitri: Cristea, Pădeanu |
| 29 mai 2022 11:00 | David 9             | (20-11) | Popa 11               | Sala Sporturilor „Andreea Nica”, Slobozia Arbitri: Cristea, Pădeanu |
| 29 mai 2022 11:00 | Cronica             |         |                       | Sala Sporturilor „Andreea Nica”, Slobozia Arbitri: Cristea, Pădeanu |

| 29 mai 2022 12:00 | CSU Neptun Constanța | 24 - 29 | CSM Galați   | Sala Sporturilor, Constanța Arbitri: Agliceriu, Turdean |
| 29 mai 2022 12:00 | Gheorghe 9           | (12-11) | C. Andrița 8 | Sala Sporturilor, Constanța Arbitri: Agliceriu, Turdean |
| 29 mai 2022 12:00 | Cronica              |         |              | Sala Sporturilor, Constanța Arbitri: Agliceriu, Turdean |

| 29 mai 2022 12:30 | CNE Sfântu Gheorghe | 41 - 18 | CS Știința Bacău | Sala Sporturilor „Kati Szabó”, Sfântu Gheorghe Arbitri: Badea, Sandor |
| 29 mai 2022 12:30 | I. Damian,          | (21-9)  | Pădurariu 7      | Sala Sporturilor „Kati Szabó”, Sfântu Gheorghe Arbitri: Badea, Sandor |
| 29 mai 2022 12:30 | Cronica             |         |                  | Sala Sporturilor „Kati Szabó”, Sfântu Gheorghe Arbitri: Badea, Sandor |

HCF Piatra Neamț și CS Activ Prahova Ploiești au stat.

## Seria B

### Clasament
|  | Echipe care au promovat direct                    |
|  | Echipe care au participat la barajul de promovare |
|  | Echipe retrase din Divizia A                      |

Modificat pe 12 octombrie 2021, după retragerea ACS Amy Slatina din Divizia A și anularea rezultatelor din meciurile susținute de aceasta;2)

Modificat pe 17 ianuarie 2022, după retragerea ACS Tonic 2012 Oradea din Divizia A și anularea rezultatelor din meciurile susținute de aceasta;3)

Clasament valabil pe 29 mai 2022.
| Poz. | Echipa                                     | J  | V  | E | Î  | GM  | GP  | DG    | P  |
| ---- | ------------------------------------------ | -- | -- | - | -- | --- | --- | ----- | -- |
| 1    | CSM Târgu Jiu                              | 20 | 20 | 0 | 0  | 675 | 495 | + 180 | 60 |
| 2    | „U” Cluj                                   | 20 | 15 | 1 | 4  | 671 | 467 | + 204 | 46 |
| 3    | CS Gloria 2018 Bistrița-Năsăud II          | 20 | 14 | 2 | 4  | 641 | 522 | + 119 | 44 |
| 4    | CS Universitar Oradea                      | 20 | 13 | 2 | 5  | 627 | 511 | + 116 | 41 |
| 5    | CNE Râmnicu Vâlcea                         | 20 | 10 | 6 | 4  | 580 | 546 | + 34  | 36 |
| 6    | CNOPJ Baia Mare1)                          | 20 | 8  | 3 | 9  | 611 | 602 | + 9   | 24 |
| 7    | CSȘ Liceul Teoretic „Liviu Rebreanu” Turda | 20 | 6  | 2 | 12 | 554 | 603 | – 49  | 20 |
| 8    | CS Arena Târgu Mureș                       | 20 | 5  | 2 | 13 | 525 | 648 | – 123 | 17 |
| 9    | CS Universitatea Reșița                    | 20 | 4  | 3 | 13 | 479 | 569 | – 90  | 15 |
| 10   | CSU de Vest Timișoara                      | 20 | 4  | 1 | 15 | 549 | 672 | – 123 | 13 |
| 11   | HC Harghita Odorheiu Secuiesc              | 20 | 0  | 0 | 20 | 449 | 725 | – 277 | 0  |
| 12   | ACS Tonic 2012 Oradea3)                    | 8  | 0  | 0 | 8  | 191 | 309 | – 118 | 0  |
| 13   | ACS Amy Slatina2)                          | 4  | 0  | 0 | 4  | 105 | 138 | – 33  | 0  |

1) CNOPJ Baia Mare a fost penalizată cu 3 puncte pentru neprezentare.
2) ACS Amy Slatina s-a retras din campionat, printr-o adresă din 12 octombrie 2021 trimisă Federației Române de Handbal. Potrivit Regulamentului de desfășurare a Diviziei A de handbal feminin sezonul competițional 2021-2022 și a Regulamentului de organizare și desfășurare a competițiilor naționale de handbal rezultatele din meciurile susținute de ACS Amy Slatina au fost anulate iar adversarele din acele meciuri se consideră că au stat. Contractele încheiate de ACS Amy Slatina cu sportivele și antrenorii și-au încetat valabilitatea, aceștia putându-se transfera la alte echipe.
3) ACS Tonic 2012 Oradea s-a retras din campionat, printr-o adresă din 17 ianuarie 2022 trimisă Federației Române de Handbal. Potrivit Regulamentului de desfășurare a Diviziei A de handbal feminin sezonul competițional 2021-2022 și a Regulamentului de organizare și desfășurare a competițiilor naționale de handbal rezultatele din meciurile susținute de ACS Tonic 2012 Oradea au fost anulate iar adversarele din acele meciuri se consideră că au stat. Contractele încheiate de ACS Tonic 2012 Oradea cu sportivele și antrenorii și-au încetat valabilitatea, aceștia putându-se transfera la alte echipe.

### Rezultate în tur
Date oficiale publicate de Federația Română de Handbal

### Etapa I
| 11 septembrie 2021 17:00 | CSȘ Liceul Teoretic „Liviu Rebreanu” Turda | 32 - 232) | ACS Amy Slatina | Sala de Sport „Gheorghe Barițiu”, Turda Arbitri: Biriș, Coroban |
| 11 septembrie 2021 17:00 | Crăciun 6                                  | (18-12)   |                 | Sala de Sport „Gheorghe Barițiu”, Turda Arbitri: Biriș, Coroban |
| 11 septembrie 2021 17:00 | Cronica                                    |           |                 | Sala de Sport „Gheorghe Barițiu”, Turda Arbitri: Biriș, Coroban |

| 12 septembrie 2021 11:00 | CS Universitatea Reșița | 30 - 30 | CNE Râmnicu Vâlcea | Sala Sporturilor, Reșița Arbitri: Geaburu, Mitran |
| 12 septembrie 2021 11:00 | Dumitrescu, Vlădășel 7  | (13-14) | Lixăndroiu 8       | Sala Sporturilor, Reșița Arbitri: Geaburu, Mitran |
| 12 septembrie 2021 11:00 | Cronica                 |         |                    | Sala Sporturilor, Reșița Arbitri: Geaburu, Mitran |

| 12 septembrie 2021 12:00 | CS Universitar Oradea | 26 - 36 | CSM Târgu Jiu | Sala de Jocuri Sportive a Universității, Oradea Arbitri: Mârza, Nedelea |
| 12 septembrie 2021 12:00 | Preduca 6             | (12-17) | Ivanenko 9    | Sala de Jocuri Sportive a Universității, Oradea Arbitri: Mârza, Nedelea |
| 12 septembrie 2021 12:00 | Cronica               |         |               | Sala de Jocuri Sportive a Universității, Oradea Arbitri: Mârza, Nedelea |

| 12 septembrie 2021 12:00 | CSU de Vest Timișoara | 38 - 273) | ACS Tonic 2012 Oradea | Sala UVT, Timișoara Arbitri: Drăgănescu, Rădulescu |
| 12 septembrie 2021 12:00 | Bobu 9                | (19-12)   | Bundea 6              | Sala UVT, Timișoara Arbitri: Drăgănescu, Rădulescu |
| 12 septembrie 2021 12:00 | Cronica               |           |                       | Sala UVT, Timișoara Arbitri: Drăgănescu, Rădulescu |

| 12 septembrie 2021 13:00 | CS Gloria 2018 Bistrița-Năsăud II | 42 - 17 | HC Harghita Odorheiu Secuiesc | Sala Polivalentă, Bistrița Arbitri: Lungu, Paraschiv |
| 12 septembrie 2021 13:00 | Drăgunoiu, Țanc 8                 | (20-11) | Márton, F. Miklós 3           | Sala Polivalentă, Bistrița Arbitri: Lungu, Paraschiv |
| 12 septembrie 2021 13:00 | Cronica                           |         |                               | Sala Polivalentă, Bistrița Arbitri: Lungu, Paraschiv |

| 12 septembrie 2021 14:00 | CS Arena Târgu Mureș | 10 – 0 | CNOPJ Baia Mare | Sala LPS, Târgu Mureș Arbitri: Baghiu, Fiscu |
| 12 septembrie 2021 14:00 | Cronica              |        |                 | Sala LPS, Târgu Mureș Arbitri: Baghiu, Fiscu |
| 12 septembrie 2021 14:00 |                      |        |                 | Sala LPS, Târgu Mureș Arbitri: Baghiu, Fiscu |

„U” Cluj a stat.

### Etapa II
| 17 septembrie 2021 17:00 | „U” Cluj  | 40 - 28 | CSȘ Liceul Teoretic „Liviu Rebreanu” Turda | Sala de Sport „Gheorghe Roman”, Cluj-Napoca Arbitri: Tătăru, Văcariu |
| 17 septembrie 2021 17:00 | Șerban 10 | (21-12) | T. Damian 8                                | Sala de Sport „Gheorghe Roman”, Cluj-Napoca Arbitri: Tătăru, Văcariu |
| 17 septembrie 2021 17:00 | Cronica   |         |                                            | Sala de Sport „Gheorghe Roman”, Cluj-Napoca Arbitri: Tătăru, Văcariu |

| 19 septembrie 2021 11:00 | ACS Amy Slatina | 28 - 312) | CS Arena Târgu Mureș | Sala LPS, Slatina Arbitri: Ciobea, Dordea |
| 19 septembrie 2021 11:00 |                 | (12-13)   | Sîrb 12              | Sala LPS, Slatina Arbitri: Ciobea, Dordea |
| 19 septembrie 2021 11:00 | Cronica         |           |                      | Sala LPS, Slatina Arbitri: Ciobea, Dordea |

| 19 septembrie 2021 11:00 | ACS Tonic 2012 Oradea | 19 - 423) | CS Gloria 2018 Bistrița-Năsăud II | Sala de Sport, Sântandrei Arbitri: Chinde, Apostu |
| 19 septembrie 2021 11:00 | Trantea 10            | (8-29)    | Lung, Țanc 10                     | Sala de Sport, Sântandrei Arbitri: Chinde, Apostu |
| 19 septembrie 2021 11:00 | Cronica               |           |                                   | Sala de Sport, Sântandrei Arbitri: Chinde, Apostu |

| 19 septembrie 2021 11:00 | CNE Râmnicu Vâlcea | 19 - 19 | CS Universitar Oradea | Sala Colegiului Energetic, Râmnicu Vâlcea Arbitri: Samson, Trandafirescu |
| 19 septembrie 2021 11:00 | Neacșu 7           | (10-8)  | Tudose 7              | Sala Colegiului Energetic, Râmnicu Vâlcea Arbitri: Samson, Trandafirescu |
| 19 septembrie 2021 11:00 | Cronica            |         |                       | Sala Colegiului Energetic, Râmnicu Vâlcea Arbitri: Samson, Trandafirescu |

| 19 septembrie 2021 12:00 | HC Harghita Odorheiu Secuiesc | 23 - 29 | CS Universitatea Reșița | Sala Liceului Tehnologic „Bányai János”, Odorheiu Secuiesc Arbitri: Cristea, Murariu |
| 19 septembrie 2021 12:00 | F. Miklós 6                   | (12-15) | Bledea 11               | Sala Liceului Tehnologic „Bányai János”, Odorheiu Secuiesc Arbitri: Cristea, Murariu |
| 19 septembrie 2021 12:00 | Cronica                       |         |                         | Sala Liceului Tehnologic „Bányai János”, Odorheiu Secuiesc Arbitri: Cristea, Murariu |

| 10 octombrie 2021 11:00 | CNOPJ Baia Mare  | 40 - 35 | CSU de Vest Timișoara | Arbitri: Apostu, Chinde |
| 10 octombrie 2021 11:00 | Danciu, Ruscal 8 | (19-15) | Bărboi 9              | Arbitri: Apostu, Chinde |
| 10 octombrie 2021 11:00 | Cronica          |         |                       | Arbitri: Apostu, Chinde |

CSM Târgu Jiu a stat.

### Etapa III
| 24 septembrie 2021 13:30 | CS Gloria 2018 Bistrița-Năsăud II | 40 - 32 | CNOPJ Baia Mare | Sala Polivalentă, Bistrița Arbitri: Chiriac, Vlasa |
| 24 septembrie 2021 13:30 | Munteanu 10                       | (16-14) | Boiciuc 12      | Sala Polivalentă, Bistrița Arbitri: Chiriac, Vlasa |
| 24 septembrie 2021 13:30 | Cronica                           |         |                 | Sala Polivalentă, Bistrița Arbitri: Chiriac, Vlasa |

| 24 septembrie 2021 16:30 | CS Universitatea Reșița | 40 - 233) | ACS Tonic 2012 Oradea | Sala Sporturilor, Reșița Arbitri: Dan, Macarie |
| 24 septembrie 2021 16:30 | Vlădășel 11             | (22-13)   | Trantea 7             | Sala Sporturilor, Reșița Arbitri: Dan, Macarie |
| 24 septembrie 2021 16:30 | Cronica                 |           |                       | Sala Sporturilor, Reșița Arbitri: Dan, Macarie |

| 26 septembrie 2021 11:00 | CS Universitar Oradea | 43 - 17 | HC Harghita Odorheiu Secuiesc | Sala de Jocuri Sportive a Universității, Oradea Arbitri: Chiriac, Vlasa |
| 26 septembrie 2021 11:00 | Horj 7                | (19-11) | Lukács 4                      | Sala de Jocuri Sportive a Universității, Oradea Arbitri: Chiriac, Vlasa |
| 26 septembrie 2021 11:00 | Cronica               |         |                               | Sala de Jocuri Sportive a Universității, Oradea Arbitri: Chiriac, Vlasa |

| 26 septembrie 2021 12:00 | CSM Târgu Jiu | 32 - 31 | CNE Râmnicu Vâlcea   | Sala Sporturilor, Târgu Jiu Arbitri: Gorina, Melencu |
| 26 septembrie 2021 12:00 | Ivanenko 10   | (17-13) | Lixăndroiu, Neacșu 8 | Sala Sporturilor, Târgu Jiu Arbitri: Gorina, Melencu |
| 26 septembrie 2021 12:00 | Cronica       |         |                      | Sala Sporturilor, Târgu Jiu Arbitri: Gorina, Melencu |

| 26 septembrie 2021 12:00 | CSU de Vest Timișoara | 38 - 282) | ACS Amy Slatina | Sala UVT, Timișoara Arbitri: Chiriac, Cordescu |
| 26 septembrie 2021 12:00 | Bobu 10               | (19-16)   |                 | Sala UVT, Timișoara Arbitri: Chiriac, Cordescu |
| 26 septembrie 2021 12:00 | Cronica               |           |                 | Sala UVT, Timișoara Arbitri: Chiriac, Cordescu |

| 26 septembrie 2021 14:00 | CS Arena Târgu Mureș | 28 - 39 | „U” Cluj            | Sala Polivalentă, Târgu Mureș Arbitri: Baghiu, Fiscu |
| 26 septembrie 2021 14:00 | Țifui 9              | (10-19) | Nichitean, Șerban 7 | Sala Polivalentă, Târgu Mureș Arbitri: Baghiu, Fiscu |
| 26 septembrie 2021 14:00 | Cronica              |         |                     | Sala Polivalentă, Târgu Mureș Arbitri: Baghiu, Fiscu |

CSȘ Liceul Teoretic „Liviu Rebreanu” Turda a stat.

### Etapa IV
| 30 septembrie 2021 12:00 | ACS Amy Slatina | 26 - 372) | CS Gloria 2018 Bistrița-Năsăud II | Sala LPS, Slatina Arbitri: Baghiu, Fiscu |
| 30 septembrie 2021 12:00 |                 | (13-20)   | Țanc 14                           | Sala LPS, Slatina Arbitri: Baghiu, Fiscu |
| 30 septembrie 2021 12:00 | Cronica         |           |                                   | Sala LPS, Slatina Arbitri: Baghiu, Fiscu |

| 30 septembrie 2021 13:00 | CNOPJ Baia Mare | 31 - 22 | CS Universitatea Reșița | Sala „Lascăr Pană”, Baia Mare Arbitri: Hendrea, Sechel |
| 30 septembrie 2021 13:00 | Boiciuc 10      | (14-12) | Vlădășel 10             | Sala „Lascăr Pană”, Baia Mare Arbitri: Hendrea, Sechel |
| 30 septembrie 2021 13:00 | Cronica         |         |                         | Sala „Lascăr Pană”, Baia Mare Arbitri: Hendrea, Sechel |

| 30 septembrie 2021 13:00 | HC Harghita Odorheiu Secuiesc | 21 - 39 | CSM Târgu Jiu | Sala Sporturilor, Odorheiu Secuiesc Arbitri: Agliceriu, Turdean |
| 30 septembrie 2021 13:00 | F. Miklós 6                   | (8-18)  | Klimek 10     | Sala Sporturilor, Odorheiu Secuiesc Arbitri: Agliceriu, Turdean |
| 30 septembrie 2021 13:00 | Cronica                       |         |               | Sala Sporturilor, Odorheiu Secuiesc Arbitri: Agliceriu, Turdean |

| 30 septembrie 2021 15:00 | „U” Cluj | 47 - 25 | CSU de Vest Timișoara | Sala Sporturilor „Horia Demian”, Cluj-Napoca Arbitri: Chiriac, Vlasa |
| 30 septembrie 2021 15:00 | Șerban 6 | (23-7)  | Bobu 6                | Sala Sporturilor „Horia Demian”, Cluj-Napoca Arbitri: Chiriac, Vlasa |
| 30 septembrie 2021 15:00 | Cronica  |         |                       | Sala Sporturilor „Horia Demian”, Cluj-Napoca Arbitri: Chiriac, Vlasa |

| 30 septembrie 2021 17:00 | CSȘ Liceul Teoretic „Liviu Rebreanu” Turda | 33 - 27 | CS Arena Târgu Mureș | Sala de Sport „Gheorghe Barițiu”, Turda Arbitri: Tătăru, Văcariu |
| 30 septembrie 2021 17:00 | Crăciun 12                                 | (17-14) | Sîrb 10              | Sala de Sport „Gheorghe Barițiu”, Turda Arbitri: Tătăru, Văcariu |
| 30 septembrie 2021 17:00 | Cronica                                    |         |                      | Sala de Sport „Gheorghe Barițiu”, Turda Arbitri: Tătăru, Văcariu |

| 30 septembrie 2021 17:00 | ACS Tonic 2012 Oradea | 21 - 343) | CS Universitar Oradea | Sala de Sport, Sântandrei Arbitri: Pipa, Suciu |
| 30 septembrie 2021 17:00 | Ferencz 6             | (12-13)   | Argyelan 6            | Sala de Sport, Sântandrei Arbitri: Pipa, Suciu |
| 30 septembrie 2021 17:00 | Cronica               |           |                       | Sala de Sport, Sântandrei Arbitri: Pipa, Suciu |

CNE Râmnicu Vâlcea a stat.
| ACS Amy Slatina s-a retras din campionat, printr-o adresă din 12 octombrie 2021 trimisă Federației Române de Handbal. Potrivit Regulamentului de desfășurare a Diviziei A de handbal feminin sezonul competițional 2021-2022 și a Regulamentului de organizare și desfășurare a competițiilor naționale de handbal rezultatele din meciurile susținute de ACS Amy Slatina au fost anulate iar adversarele din acele meciuri se consideră că au stat. Contractele încheiate de ACS Amy Slatina cu sportivele și antrenorii și-au încetat valabilitatea, aceștia putându-se transfera la alte echipe. Clasament valabil pe 12 octombrie 2021, înaintea retragerii din campionat a echipei ACS Amy Slatina și anularea rezultatelor din meciurile susținute de aceasta.2) \| Poz. \| Echipa \| J \| V \| E \| Î \| GM \| GP \| DG \| P \| \| ---- \| ------------------------------------------ \| - \| - \| - \| - \| --- \| --- \| ---- \| -- \| \| 1 \| CS Gloria 2018 Bistrița-Năsăud II \| 4 \| 4 \| 0 \| 0 \| 161 \| 94 \| + 67 \| 12 \| \| 2 \| „U” Cluj \| 3 \| 3 \| 0 \| 0 \| 107 \| 78 \| + 45 \| 9 \| \| 3 \| CSM Târgu Jiu \| 3 \| 3 \| 0 \| 0 \| 107 \| 78 \| + 29 \| 9 \| \| 4 \| CS Universitar Oradea \| 4 \| 2 \| 1 \| 1 \| 122 \| 93 \| + 29 \| 7 \| \| 5 \| CS Universitatea Reșița \| 4 \| 2 \| 1 \| 1 \| 121 \| 107 \| + 14 \| 7 \| \| 6 \| CSȘ Liceul Teoretic „Liviu Rebreanu” Turda \| 3 \| 2 \| 0 \| 1 \| 93 \| 90 \| + 3 \| 6 \| \| 7 \| CS Arena Târgu Mureș \| 4 \| 2 \| 0 \| 2 \| 96 \| 100 \| – 4 \| 6 \| \| 8 \| CSU de Vest Timișoara \| 4 \| 2 \| 0 \| 2 \| 136 \| 142 \| – 6 \| 6 \| \| 9 \| CNOPJ Baia Mare1) \| 4 \| 2 \| 0 \| 2 \| 103 \| 107 \| – 4 \| 3 \| \| 10 \| CNE Râmnicu Vâlcea \| 3 \| 0 \| 2 \| 1 \| 80 \| 81 \| – 1 \| 2 \| \| 11 \| ACS Amy Slatina \| 4 \| 0 \| 0 \| 4 \| 105 \| 138 \| – 33 \| 0 \| \| 12 \| ACS Tonic 2012 Oradea \| 4 \| 0 \| 0 \| 4 \| 90 \| 154 \| – 64 \| 0 \| \| 13 \| HC Harghita Odorheiu Secuiesc \| 4 \| 0 \| 0 \| 4 \| 78 \| 153 \| – 75 \| 0 \| 1) CNOPJ Baia Mare a fost penalizată cu 3 puncte pentru neprezentare. |                                            |   |   |   |   |     |     |      |    |
| Poz. | Echipa                                     | J | V | E | Î | GM  | GP  | DG   | P  |
| 1 | CS Gloria 2018 Bistrița-Năsăud II          | 4 | 4 | 0 | 0 | 161 | 94  | + 67 | 12 |
| 2 | „U” Cluj                                   | 3 | 3 | 0 | 0 | 107 | 78  | + 45 | 9  |
| 3 | CSM Târgu Jiu                              | 3 | 3 | 0 | 0 | 107 | 78  | + 29 | 9  |
| 4 | CS Universitar Oradea                      | 4 | 2 | 1 | 1 | 122 | 93  | + 29 | 7  |
| 5 | CS Universitatea Reșița                    | 4 | 2 | 1 | 1 | 121 | 107 | + 14 | 7  |
| 6 | CSȘ Liceul Teoretic „Liviu Rebreanu” Turda | 3 | 2 | 0 | 1 | 93  | 90  | + 3  | 6  |
| 7 | CS Arena Târgu Mureș                       | 4 | 2 | 0 | 2 | 96  | 100 | – 4  | 6  |
| 8 | CSU de Vest Timișoara                      | 4 | 2 | 0 | 2 | 136 | 142 | – 6  | 6  |
| 9 | CNOPJ Baia Mare1)                          | 4 | 2 | 0 | 2 | 103 | 107 | – 4  | 3  |
| 10 | CNE Râmnicu Vâlcea                         | 3 | 0 | 2 | 1 | 80  | 81  | – 1  | 2  |
| 11 | ACS Amy Slatina                            | 4 | 0 | 0 | 4 | 105 | 138 | – 33 | 0  |
| 12 | ACS Tonic 2012 Oradea                      | 4 | 0 | 0 | 4 | 90  | 154 | – 64 | 0  |
| 13 | HC Harghita Odorheiu Secuiesc              | 4 | 0 | 0 | 4 | 78  | 153 | – 75 | 0  |

### Etapa V
| 15 octombrie 2021 15:00 | CS Universitar Oradea     | 36 - 24 | CNOPJ Baia Mare           | Sala de Jocuri Sportive a Universității, Oradea Arbitri: Gurbina, Stanciu |
| 15 octombrie 2021 15:00 | Argyelan, Duțu, Preduca 6 | (16-9)  | Boiciuc, Danciu, Groșan 5 | Sala de Jocuri Sportive a Universității, Oradea Arbitri: Gurbina, Stanciu |
| 15 octombrie 2021 15:00 | Cronica                   |         |                           | Sala de Jocuri Sportive a Universității, Oradea Arbitri: Gurbina, Stanciu |

| 16 octombrie 2021 12:00 | CSM Târgu Jiu | 43 - 233) | ACS Tonic 2012 Oradea | Sala Sporturilor, Târgu Jiu Arbitri: Samson, Trandafirescu |
| 16 octombrie 2021 12:00 | I. Toader 10  | (19-12)   | Ferencz 7             | Sala Sporturilor, Târgu Jiu Arbitri: Samson, Trandafirescu |
| 16 octombrie 2021 12:00 | Cronica       |           |                       | Sala Sporturilor, Târgu Jiu Arbitri: Samson, Trandafirescu |

| 17 octombrie 2021 11:00 | CSU de Vest Timișoara | 30 - 27 | CSȘ Liceul Teoretic „Liviu Rebreanu” Turda | Sala UVT, Timișoara Arbitri: Ardelean, Botez |
| 17 octombrie 2021 11:00 | Ludwig 6              | (14-12) | Crăciun 9                                  | Sala UVT, Timișoara Arbitri: Ardelean, Botez |
| 17 octombrie 2021 11:00 | Cronica               |         |                                            | Sala UVT, Timișoara Arbitri: Ardelean, Botez |

| 17 octombrie 2021 17:00 | CS Gloria 2018 Bistrița-Năsăud II | 20 - 19 | „U” Cluj | Sala Polivalentă, Bistrița Arbitri: Constantin, Gál |
| 17 octombrie 2021 17:00 | Țanc 8                            | (11-11) | Șerban 6 | Sala Polivalentă, Bistrița Arbitri: Constantin, Gál |
| 17 octombrie 2021 17:00 | Cronica                           |         |          | Sala Polivalentă, Bistrița Arbitri: Constantin, Gál |

| 19 octombrie 2021 15:00 | CNE Râmnicu Vâlcea | 34 - 24 | HC Harghita Odorheiu Secuiesc | Sala Colegiului Energetic, Râmnicu Vâlcea Arbitri: Samson, Trandafirescu |
| 19 octombrie 2021 15:00 | Lixăndroiu 8       | (20-13) | Heleria, F. Miklós 6          | Sala Colegiului Energetic, Râmnicu Vâlcea Arbitri: Samson, Trandafirescu |
| 19 octombrie 2021 15:00 | Cronica            |         |                               | Sala Colegiului Energetic, Râmnicu Vâlcea Arbitri: Samson, Trandafirescu |

CS Universitatea Reșița și CS Arena Târgu Mureș au stat.

### Etapa VI
| 21 octombrie 2021 13:00 | ACS Tonic 2012 Oradea | 24 - 383) | CNE Râmnicu Vâlcea | Sala de Sport, Sântandrei Arbitri: Chiriac, Vlasa |
| 21 octombrie 2021 13:00 | Ferencz 7             | (14-18)   | Predescu 8         | Sala de Sport, Sântandrei Arbitri: Chiriac, Vlasa |
| 21 octombrie 2021 13:00 | Cronica               |           |                    | Sala de Sport, Sântandrei Arbitri: Chiriac, Vlasa |

| 24 octombrie 2021 | CNOPJ Baia Mare | 33 - 35 | CSM Târgu Jiu | Sala „Lascăr Pană”, Baia Mare Arbitri: Gherman, Moldovan |
| 24 octombrie 2021 | Boiciuc 13      | (16-18) | Andrei 9      | Sala „Lascăr Pană”, Baia Mare Arbitri: Gherman, Moldovan |
| 24 octombrie 2021 | Cronica         |         |               | Sala „Lascăr Pană”, Baia Mare Arbitri: Gherman, Moldovan |

| 24 octombrie 2021 11:00 | CS Arena Târgu Mureș | 38 - 27 | CSU de Vest Timișoara | Sala Polivalentă, Târgu Mureș Arbitri: Cristea, Pădeanu |
| 24 octombrie 2021 11:00 | Sîrb 12              | (18-13) | Bărboi, Ludwig 7      | Sala Polivalentă, Târgu Mureș Arbitri: Cristea, Pădeanu |
| 24 octombrie 2021 11:00 | Cronica              |         |                       | Sala Polivalentă, Târgu Mureș Arbitri: Cristea, Pădeanu |

| 24 octombrie 2021 13:00 | „U” Cluj | 35 - 17 | CS Universitatea Reșița | Sala Sporturilor „Horia Demian”, Cluj-Napoca Arbitri: Moldovan, Pipa |
| 24 octombrie 2021 13:00 | Șerban 9 | (16-7)  | Bledea 6                | Sala Sporturilor „Horia Demian”, Cluj-Napoca Arbitri: Moldovan, Pipa |
| 24 octombrie 2021 13:00 | Cronica  |         |                         | Sala Sporturilor „Horia Demian”, Cluj-Napoca Arbitri: Moldovan, Pipa |

| 24 octombrie 2021 12:00 | CSȘ Liceul Teoretic „Liviu Rebreanu” Turda | 19 - 33 | CS Gloria 2018 Bistrița-Năsăud II | Sala de Sport „Gheorghe Barițiu”, Turda Arbitri: Babău, Roibu |
| 24 octombrie 2021 12:00 | Crăciun 7                                  | (10-17) | Țanc 7                            | Sala de Sport „Gheorghe Barițiu”, Turda Arbitri: Babău, Roibu |
| 24 octombrie 2021 12:00 | Cronica                                    |         |                                   | Sala de Sport „Gheorghe Barițiu”, Turda Arbitri: Babău, Roibu |

CS Universitar Oradea și HC Harghita Odorheiu Secuiesc au stat.

### Etapa VII
| 27 octombrie 2021 15:30 | CS Universitatea Reșița | 26 - 19 | CSȘ Liceul Teoretic „Liviu Rebreanu” Turda | Sala Sporturilor, Reșița Arbitri: Ardelean, Botez |
| 27 octombrie 2021 15:30 | Vezențan 8              | (13-11) | Crăciun 12                                 | Sala Sporturilor, Reșița Arbitri: Ardelean, Botez |
| 27 octombrie 2021 15:30 | Cronica                 |         |                                            | Sala Sporturilor, Reșița Arbitri: Ardelean, Botez |

| 30 octombrie 2021 14:00 | HC Harghita Odorheiu Secuiesc | 30 - 263) | ACS Tonic 2012 Oradea | Sala Sporturilor, Odorheiu Secuiesc Arbitri: Bîrsan, Dușa |
| 30 octombrie 2021 14:00 | E. Miklós 10                  | (13-12)   | Trantea 6             | Sala Sporturilor, Odorheiu Secuiesc Arbitri: Bîrsan, Dușa |
| 30 octombrie 2021 14:00 | Cronica                       |           |                       | Sala Sporturilor, Odorheiu Secuiesc Arbitri: Bîrsan, Dușa |

| 31 octombrie 2021 11:00 | CNE Râmnicu Vâlcea   | 34 - 24 | CNOPJ Baia Mare | Sala Colegiului Energetic, Râmnicu Vâlcea Arbitri: Ciutacu, Stamatoiu |
| 31 octombrie 2021 11:00 | Lixăndroiu, Raicea 5 | (20-13) | Boiciuc 5       | Sala Colegiului Energetic, Râmnicu Vâlcea Arbitri: Ciutacu, Stamatoiu |
| 31 octombrie 2021 11:00 | Cronica              |         |                 | Sala Colegiului Energetic, Râmnicu Vâlcea Arbitri: Ciutacu, Stamatoiu |

| 31 octombrie 2021 12:00 | CS Universitar Oradea | 20 - 26 | „U” Cluj         | Sala de Jocuri Sportive a Universității, Oradea Arbitri: Agliceriu, Turdean |
| 31 octombrie 2021 12:00 | Argyelan 6            | (8-11)  | Cordoș, Șerban 7 | Sala de Jocuri Sportive a Universității, Oradea Arbitri: Agliceriu, Turdean |
| 31 octombrie 2021 12:00 | Cronica               |         |                  | Sala de Jocuri Sportive a Universității, Oradea Arbitri: Agliceriu, Turdean |

| 31 octombrie 2021 17:00 | CS Gloria 2018 Bistrița-Năsăud II | 35 - 34 | CS Arena Târgu Mureș | Sala Polivalentă, Bistrița Arbitri: Murariu, Tabacariu |
| 31 octombrie 2021 17:00 | Țanc 15                           | (19-18) | Gal 9                | Sala Polivalentă, Bistrița Arbitri: Murariu, Tabacariu |
| 31 octombrie 2021 17:00 | Cronica                           |         |                      | Sala Polivalentă, Bistrița Arbitri: Murariu, Tabacariu |

CSM Târgu Jiu și CSU de Vest Timișoara au stat.

### Etapa VIII
| 6 noiembrie 2021 12:30 | CSȘ Liceul Teoretic „Liviu Rebreanu” Turda | 23 - 29 | CS Universitar Oradea | Sala de Sport „Gheorghe Barițiu”, Turda Arbitri: Tătăru, Văcariu |
| 6 noiembrie 2021 12:30 | Mózes 8                                    | (13-12) | Tudose 6              | Sala de Sport „Gheorghe Barițiu”, Turda Arbitri: Tătăru, Văcariu |
| 6 noiembrie 2021 12:30 | Cronica                                    |         |                       | Sala de Sport „Gheorghe Barițiu”, Turda Arbitri: Tătăru, Văcariu |

| 7 noiembrie 2021 11:00 | CNOPJ Baia Mare | 32 - 21 | HC Harghita Odorheiu Secuiesc | Sala „Lascăr Pană”, Baia Mare Arbitri: Apostu, Chinde |
| 7 noiembrie 2021 11:00 | Boiciuc 6       | (17-16) | Cerghit 8                     | Sala „Lascăr Pană”, Baia Mare Arbitri: Apostu, Chinde |
| 7 noiembrie 2021 11:00 | Cronica         |         |                               | Sala „Lascăr Pană”, Baia Mare Arbitri: Apostu, Chinde |

| 7 noiembrie 2021 11:30 | CSU de Vest Timișoara | 25 - 39 | CS Gloria 2018 Bistrița-Năsăud II | Sala UVT, Timișoara Arbitri: Gurbina, Stanciu |
| 7 noiembrie 2021 11:30 | Bărboi 8              | (10-20) | Pica 8                            | Sala UVT, Timișoara Arbitri: Gurbina, Stanciu |
| 7 noiembrie 2021 11:30 | Cronica               |         |                                   | Sala UVT, Timișoara Arbitri: Gurbina, Stanciu |

| 7 noiembrie 2021 12:00 | „U” Cluj  | 22 - 23 | CSM Târgu Jiu | Sala Sporturilor „Horia Demian”, Cluj-Napoca Arbitri: Drăghici, Drăguț |
| 7 noiembrie 2021 12:00 | Zegrean 6 | (12-14) | Andrei 6      | Sala Sporturilor „Horia Demian”, Cluj-Napoca Arbitri: Drăghici, Drăguț |
| 7 noiembrie 2021 12:00 | Cronica   |         |               | Sala Sporturilor „Horia Demian”, Cluj-Napoca Arbitri: Drăghici, Drăguț |

| 7 noiembrie 2021 14:00 | CS Arena Târgu Mureș | 24 - 24 | CS Universitatea Reșița | Sala Polivalentă, Târgu Mureș Arbitri: Chiriac, Vlasa |
| 7 noiembrie 2021 14:00 | Gal, Sîrb 5          | (15-17) | Vlădășel 10             | Sala Polivalentă, Târgu Mureș Arbitri: Chiriac, Vlasa |
| 7 noiembrie 2021 14:00 | Cronica              |         |                         | Sala Polivalentă, Târgu Mureș Arbitri: Chiriac, Vlasa |

ACS Tonic 2012 Oradea și CNE Râmnicu Vâlcea au stat.

### Etapa IX
| 11 noiembrie 2021 12:00 | CNE Râmnicu Vâlcea | 30 - 30 | „U” Cluj  | Sala Colegiului Energetic, Râmnicu Vâlcea Arbitri: Costache, Vasile |
| 11 noiembrie 2021 12:00 | Lixăndroiu 12      | (15-15) | Zegrean 8 | Sala Colegiului Energetic, Râmnicu Vâlcea Arbitri: Costache, Vasile |
| 11 noiembrie 2021 12:00 | Cronica            |         |           | Sala Colegiului Energetic, Râmnicu Vâlcea Arbitri: Costache, Vasile |

| 13 noiembrie 2021 14:00 | ACS Tonic 2012 Oradea | 28 - 443) | CNOPJ Baia Mare | Sala de Sport, Sântandrei Arbitri: Tătăru, Văcariu |
| 13 noiembrie 2021 14:00 | Trantea 7             | (11-19)   | Rusneac 8       | Sala de Sport, Sântandrei Arbitri: Tătăru, Văcariu |
| 13 noiembrie 2021 14:00 | Cronica               |           |                 | Sala de Sport, Sântandrei Arbitri: Tătăru, Văcariu |

| 14 noiembrie 2021 12:00 | CS Universitar Oradea | 38 - 33 | CS Arena Târgu Mureș | Sala de Jocuri Sportive a Universității, Oradea Arbitri: Gherman, Moldovan |
| 14 noiembrie 2021 12:00 | Tudose 10             | (14-15) | Sîrb 11              | Sala de Jocuri Sportive a Universității, Oradea Arbitri: Gherman, Moldovan |
| 14 noiembrie 2021 12:00 | Cronica               |         |                      | Sala de Jocuri Sportive a Universității, Oradea Arbitri: Gherman, Moldovan |

| 14 noiembrie 2021 12:00 | CS Universitatea Reșița | 25 - 20 | CSU de Vest Timișoara | Sala Sporturilor, Reșița Arbitri: Dumitru, Ionescu |
| 14 noiembrie 2021 12:00 | Buzzi, Vlădășel 5       | (16-8)  | Bobu 6                | Sala Sporturilor, Reșița Arbitri: Dumitru, Ionescu |
| 14 noiembrie 2021 12:00 | Cronica                 |         |                       | Sala Sporturilor, Reșița Arbitri: Dumitru, Ionescu |

| 14 noiembrie 2021 17:00 | CSM Târgu Jiu | 35 - 24 | CSȘ Liceul Teoretic „Liviu Rebreanu” Turda | Sala Sporturilor, Târgu Jiu Arbitri: Murariu, Tabacariu |
| 14 noiembrie 2021 17:00 | I. Toader 12  | (20-10) | Apostu 5                                   | Sala Sporturilor, Târgu Jiu Arbitri: Murariu, Tabacariu |
| 14 noiembrie 2021 17:00 | Cronica       |         |                                            | Sala Sporturilor, Târgu Jiu Arbitri: Murariu, Tabacariu |

HC Harghita Odorheiu Secuiesc și CS Gloria 2018 Bistrița-Năsăud II au stat.

### Etapa X
| 18 noiembrie 2021 15:00 | CSȘ Liceul Teoretic „Liviu Rebreanu” Turda | 31 - 31 | CNE Râmnicu Vâlcea | Sala de Sport „Gheorghe Barițiu”, Turda Arbitri: Hendrea, Sechel |
| 18 noiembrie 2021 15:00 | T. Damian 11                               | (16-15) | Lixăndroiu 14      | Sala de Sport „Gheorghe Barițiu”, Turda Arbitri: Hendrea, Sechel |
| 18 noiembrie 2021 15:00 | Cronica                                    |         |                    | Sala de Sport „Gheorghe Barițiu”, Turda Arbitri: Hendrea, Sechel |

| 18 noiembrie 2021 16:00 | „U” Cluj     | 41 - 16 | HC Harghita Odorheiu Secuiesc | Sala Sporturilor „Horia Demian”, Cluj-Napoca Arbitri: Pipa, Suciu |
| 18 noiembrie 2021 16:00 | G. Istrate 9 | (21-6)  | E. Miklós 5                   | Sala Sporturilor „Horia Demian”, Cluj-Napoca Arbitri: Pipa, Suciu |
| 18 noiembrie 2021 16:00 | Cronica      |         |                               | Sala Sporturilor „Horia Demian”, Cluj-Napoca Arbitri: Pipa, Suciu |

| 21 noiembrie 2021 11:00 | CS Arena Târgu Mureș | 27 - 38 | CSM Târgu Jiu | Sala Polivalentă, Târgu Mureș Arbitri: Cristea, Murariu |
| 21 noiembrie 2021 11:00 | Sîrb 6               | (14-21) | Klimek 9      | Sala Polivalentă, Târgu Mureș Arbitri: Cristea, Murariu |
| 21 noiembrie 2021 11:00 | Cronica              |         |               | Sala Polivalentă, Târgu Mureș Arbitri: Cristea, Murariu |

| 21 noiembrie 2021 12:00 | CS Gloria 2018 Bistrița-Năsăud II | 23 - 20 | CS Universitatea Reșița | Sala Polivalentă, Bistrița Arbitri: Lungu, Paraschiv |
| 21 noiembrie 2021 12:00 | Țanc 13                           | (10-10) | Vlădășel 6              | Sala Polivalentă, Bistrița Arbitri: Lungu, Paraschiv |
| 21 noiembrie 2021 12:00 | Cronica                           |         |                         | Sala Polivalentă, Bistrița Arbitri: Lungu, Paraschiv |

| 21 noiembrie 2021 16:15 | CSU de Vest Timișoara | 28 - 32 | CS Universitar Oradea | Sala Sporturilor „Constantin Jude”, Timișoara Arbitri: Gurbina, Stanciu |
| 21 noiembrie 2021 16:15 | Bobu, M. Istrate 5    | (9-16)  | Tudose 8              | Sala Sporturilor „Constantin Jude”, Timișoara Arbitri: Gurbina, Stanciu |
| 21 noiembrie 2021 16:15 | Cronica               |         |                       | Sala Sporturilor „Constantin Jude”, Timișoara Arbitri: Gurbina, Stanciu |

CNOPJ Baia Mare și ACS Tonic 2012 Oradea au stat.
| ACS Tonic 2012 Oradea s-a retras din campionat, printr-o adresă din 17 ianuarie 2022 trimisă Federației Române de Handbal. Potrivit Regulamentului de desfășurare a Diviziei A de handbal feminin sezonul competițional 2021-2022 și a Regulamentului de organizare și desfășurare a competițiilor naționale de handbal rezultatele din meciurile susținute de ACS Tonic 2012 Oradea au fost anulate iar adversarele din acele meciuri se consideră că au stat. Contractele încheiate de ACS Tonic 2012 Oradea cu sportivele și antrenorii și-au încetat valabilitatea, aceștia putându-se transfera la alte echipe. Clasament valabil pe 20 ianuarie 2022, înaintea retragerii din campionat a echipei ACS Tonic 2012 Oradea și anularea rezultatelor din meciurile susținute de aceasta.3) \| Poz. \| Echipa \| J \| V \| E \| Î \| GM \| GP \| DG \| P \| \| ---- \| ------------------------------------------ \| - \| - \| - \| - \| --- \| --- \| ----- \| -- \| \| 1 \| CS Gloria 2018 Bistrița-Năsăud II \| 8 \| 8 \| 0 \| 0 \| 274 \| 185 \| + 89 \| 24 \| \| 2 \| CSM Târgu Jiu \| 8 \| 8 \| 0 \| 0 \| 281 \| 207 \| + 74 \| 24 \| \| 3 \| „U” Cluj \| 9 \| 6 \| 1 \| 2 \| 299 \| 207 \| + 92 \| 19 \| \| 4 \| CS Universitar Oradea \| 9 \| 6 \| 1 \| 2 \| 277 \| 227 \| + 50 \| 19 \| \| 5 \| CS Universitatea Reșița \| 9 \| 4 \| 2 \| 3 \| 233 \| 228 \| + 5 \| 14 \| \| 6 \| CNE Râmnicu Vâlcea \| 8 \| 3 \| 4 \| 1 \| 237 \| 208 \| + 29 \| 13 \| \| 7 \| CNOPJ Baia Mare1) \| 9 \| 4 \| 0 \| 5 \| 254 \| 251 \| + 3 \| 9 \| \| 8 \| CS Arena Târgu Mureș \| 8 \| 2 \| 1 \| 5 \| 221 \| 234 \| – 13 \| 7 \| \| 9 \| CSU de Vest Timișoara \| 8 \| 2 \| 0 \| 6 \| 228 \| 275 \| – 47 \| 6 \| \| 10 \| CSȘ Liceul Teoretic „Liviu Rebreanu” Turda \| 8 \| 1 \| 1 \| 6 \| 204 \| 251 \| – 47 \| 4 \| \| 11 \| HC Harghita Odorheiu Secuiesc \| 8 \| 1 \| 0 \| 7 \| 169 \| 286 \| – 117 \| 3 \| \| 12 \| ACS Tonic 2012 Oradea \| 8 \| 0 \| 0 \| 8 \| 191 \| 309 \| – 118 \| 0 \| \| 13 \| ACS Amy Slatina2) \| 4 \| 0 \| 0 \| 4 \| 105 \| 138 \| – 33 \| 0 \| 1) CNOPJ Baia Mare a fost penalizată cu 3 puncte pentru neprezentare. 2) ACS Amy Slatina s-a retras din campionat, printr-o adresă din 12 octombrie 2021 trimisă Federației Române de Handbal. Potrivit Regulamentului de desfășurare a Diviziei A de handbal feminin sezonul competițional 2021-2022 și a Regulamentului de organizare și desfășurare a competițiilor naționale de handbal rezultatele din meciurile susținute de ACS Amy Slatina au fost anulate iar adversarele din acele meciuri se consideră că au stat. Contractele încheiate de ACS Amy Slatina cu sportivele și antrenorii și-au încetat valabilitatea, aceștia putându-se transfera la alte echipe. |                                            |   |   |   |   |     |     |       |    |
| Poz. | Echipa                                     | J | V | E | Î | GM  | GP  | DG    | P  |
| 1 | CS Gloria 2018 Bistrița-Năsăud II          | 8 | 8 | 0 | 0 | 274 | 185 | + 89  | 24 |
| 2 | CSM Târgu Jiu                              | 8 | 8 | 0 | 0 | 281 | 207 | + 74  | 24 |
| 3 | „U” Cluj                                   | 9 | 6 | 1 | 2 | 299 | 207 | + 92  | 19 |
| 4 | CS Universitar Oradea                      | 9 | 6 | 1 | 2 | 277 | 227 | + 50  | 19 |
| 5 | CS Universitatea Reșița                    | 9 | 4 | 2 | 3 | 233 | 228 | + 5   | 14 |
| 6 | CNE Râmnicu Vâlcea                         | 8 | 3 | 4 | 1 | 237 | 208 | + 29  | 13 |
| 7 | CNOPJ Baia Mare1)                          | 9 | 4 | 0 | 5 | 254 | 251 | + 3   | 9  |
| 8 | CS Arena Târgu Mureș                       | 8 | 2 | 1 | 5 | 221 | 234 | – 13  | 7  |
| 9 | CSU de Vest Timișoara                      | 8 | 2 | 0 | 6 | 228 | 275 | – 47  | 6  |
| 10 | CSȘ Liceul Teoretic „Liviu Rebreanu” Turda | 8 | 1 | 1 | 6 | 204 | 251 | – 47  | 4  |
| 11 | HC Harghita Odorheiu Secuiesc              | 8 | 1 | 0 | 7 | 169 | 286 | – 117 | 3  |
| 12 | ACS Tonic 2012 Oradea                      | 8 | 0 | 0 | 8 | 191 | 309 | – 118 | 0  |
| 13 | ACS Amy Slatina2)                          | 4 | 0 | 0 | 4 | 105 | 138 | – 33  | 0  |

### Etapa XI
| 19 ianuarie 2022 17:00 | HC Harghita Odorheiu Secuiesc | 25 - 36 | CSȘ Liceul Teoretic „Liviu Rebreanu” Turda | Sala Sporturilor, Odorheiu Secuiesc Arbitri: Agliceriu, Turdean |
| 19 ianuarie 2022 17:00 | Chiratcu 6                    | (15-21) | Crăciun 10                                 | Sala Sporturilor, Odorheiu Secuiesc Arbitri: Agliceriu, Turdean |
| 19 ianuarie 2022 17:00 | Cronica                       |         |                                            | Sala Sporturilor, Odorheiu Secuiesc Arbitri: Agliceriu, Turdean |

| 23 ianuarie 2022 12:00 | CSM Târgu Jiu | 40 - 32 | CSU de Vest Timișoara | Sala Sporturilor, Târgu Jiu Arbitri: Ciutacu, Stamatoiu |
| 23 ianuarie 2022 12:00 | Zinatulina 9  | (21-15) | Puta 15               | Sala Sporturilor, Târgu Jiu Arbitri: Ciutacu, Stamatoiu |
| 23 ianuarie 2022 12:00 | Cronica       |         |                       | Sala Sporturilor, Târgu Jiu Arbitri: Ciutacu, Stamatoiu |

| 23 ianuarie 2022 12:00 | CS Universitar Oradea | 26 - 26 | CS Gloria 2018 Bistrița-Năsăud II | Sala de Jocuri Sportive a Universității, Oradea Arbitri: Nacu, Rucoi |
| 23 ianuarie 2022 12:00 | Duțu 8                | (16-11) | Țanc 8                            | Sala de Jocuri Sportive a Universității, Oradea Arbitri: Nacu, Rucoi |
| 23 ianuarie 2022 12:00 | Cronica               |         |                                   | Sala de Jocuri Sportive a Universității, Oradea Arbitri: Nacu, Rucoi |

| 23 ianuarie 2022 13:00 | CNE Râmnicu Vâlcea | 36 - 29 | CS Arena Târgu Mureș | Sala Colegiului Energetic, Râmnicu Vâlcea Arbitri: Samson, Trandafirescu |
| 23 ianuarie 2022 13:00 | Lixăndroiu 11      | (17-10) | Moldovan 7           | Sala Colegiului Energetic, Râmnicu Vâlcea Arbitri: Samson, Trandafirescu |
| 23 ianuarie 2022 13:00 | Cronica            |         |                      | Sala Colegiului Energetic, Râmnicu Vâlcea Arbitri: Samson, Trandafirescu |

CNOPJ Baia Mare, CS Universitatea Reșița și „U” Cluj au stat.

### Etapa XII
| 27 ianuarie 2022 16:00 | „U” Cluj                                | 35 - 24 | CNOPJ Baia Mare | Sala Sporturilor „Horia Demian”, Cluj-Napoca Arbitri: Nacu, Rucoi |
| 27 ianuarie 2022 16:00 | Nichitean, Orșivschi, Șerban, Zegrean 6 | (21-12) | Boiciuc 5       | Sala Sporturilor „Horia Demian”, Cluj-Napoca Arbitri: Nacu, Rucoi |
| 27 ianuarie 2022 16:00 | Cronica                                 |         |                 | Sala Sporturilor „Horia Demian”, Cluj-Napoca Arbitri: Nacu, Rucoi |

| 30 ianuarie 2022 12:00 | CS Universitatea Reșița | 24 - 29 | CS Universitar Oradea | Sala Sporturilor, Reșița Arbitri: Drăgănescu, Rădulescu |
| 30 ianuarie 2022 12:00 | Vlădășel 8              | (12-15) | Abodi 6               | Sala Sporturilor, Reșița Arbitri: Drăgănescu, Rădulescu |
| 30 ianuarie 2022 12:00 | Cronica                 |         |                       | Sala Sporturilor, Reșița Arbitri: Drăgănescu, Rădulescu |

| 30 ianuarie 2022 13:00 | CS Arena Târgu Mureș | 37 - 27 | HC Harghita Odorheiu Secuiesc | Sala Polivalentă, Târgu Mureș Arbitri: Chiriac, Vlasa |
| 30 ianuarie 2022 13:00 | Trantea 11           | (20-14) | Lukács 8                      | Sala Polivalentă, Târgu Mureș Arbitri: Chiriac, Vlasa |
| 30 ianuarie 2022 13:00 | Cronica              |         |                               | Sala Polivalentă, Târgu Mureș Arbitri: Chiriac, Vlasa |

| 30 ianuarie 2022 17:00 | CS Gloria 2018 Bistrița-Năsăud II | 31 - 33 | CSM Târgu Jiu | Sala Polivalentă, Bistrița Arbitri: Gherman, Moldovan |
| 30 ianuarie 2022 17:00 | Căprar 7                          | (18-15) | Zinatulina 13 | Sala Polivalentă, Bistrița Arbitri: Gherman, Moldovan |
| 30 ianuarie 2022 17:00 | Cronica                           |         |               | Sala Polivalentă, Bistrița Arbitri: Gherman, Moldovan |

| 31 ianuarie 2022 13:00 | CSU de Vest Timișoara | 28 - 32 | CNE Râmnicu Vâlcea | Sala UVT, Timișoara Arbitri: Chiriac, Cordescu |
| 31 ianuarie 2022 13:00 | Bobu 7                | (15-14) | Lixăndroiu 10      | Sala UVT, Timișoara Arbitri: Chiriac, Cordescu |
| 31 ianuarie 2022 13:00 | Cronica               |         |                    | Sala UVT, Timișoara Arbitri: Chiriac, Cordescu |

CSȘ Liceul Teoretic „Liviu Rebreanu” Turda a stat.

### Etapa XIII
| 3 februarie 2022 12:00 | CNE Râmnicu Vâlcea | 31 - 25 | CS Gloria 2018 Bistrița-Năsăud II | Sala Colegiului Energetic, Râmnicu Vâlcea Arbitri: Ciutacu, Stamatoiu |
| 3 februarie 2022 12:00 | Lixăndroiu 18      | (13-10) | Căprar 7                          | Sala Colegiului Energetic, Râmnicu Vâlcea Arbitri: Ciutacu, Stamatoiu |
| 3 februarie 2022 12:00 | Cronica            |         |                                   | Sala Colegiului Energetic, Râmnicu Vâlcea Arbitri: Ciutacu, Stamatoiu |

| 5 februarie 2022 13:00 | CSM Târgu Jiu  | 34 - 21 | CS Universitatea Reșița | Sala Sporturilor, Târgu Jiu Arbitri: Tătăru, Văcariu |
| 5 februarie 2022 13:00 | Ilie, Stanca 7 | (17-13) | Vlădășel 5              | Sala Sporturilor, Târgu Jiu Arbitri: Tătăru, Văcariu |
| 5 februarie 2022 13:00 | Cronica        |         |                         | Sala Sporturilor, Târgu Jiu Arbitri: Tătăru, Văcariu |

| 9 februarie 2022 15:00 | CNOPJ Baia Mare | 36 - 28 | CSȘ Liceul Teoretic „Liviu Rebreanu” Turda | Sala „Lascăr Pană”, Baia Mare Arbitri: Gherman, Moldovan |
| 9 februarie 2022 15:00 | Boiciuc 7       | (18-14) | T. Damian 8                                | Sala „Lascăr Pană”, Baia Mare Arbitri: Gherman, Moldovan |
| 9 februarie 2022 15:00 | Cronica         |         |                                            | Sala „Lascăr Pană”, Baia Mare Arbitri: Gherman, Moldovan |

| 13 februarie 2022 11:00 | HC Harghita Odorheiu Secuiesc | 35 - 40 | CSU de Vest Timișoara | Sala Sporturilor, Odorheiu Secuiesc Arbitri: Stoian, Bontea |
| 13 februarie 2022 11:00 | Cerghit, Lukács 8             | (17-20) | Loi 8                 | Sala Sporturilor, Odorheiu Secuiesc Arbitri: Stoian, Bontea |
| 13 februarie 2022 11:00 | Cronica                       |         |                       | Sala Sporturilor, Odorheiu Secuiesc Arbitri: Stoian, Bontea |

„U” Cluj, CS Arena Târgu Mureș și CS Universitar Oradea au stat.
|  | Echipe retrase din Divizia A |

| Poz. | Echipa                                     | J  | V  | E | Î  | GM  | GP  | DG    | P  |
| ---- | ------------------------------------------ | -- | -- | - | -- | --- | --- | ----- | -- |
| 1    | CSM Târgu Jiu                              | 10 | 10 | 0 | 0  | 345 | 268 | + 77  | 30 |
| 2    | „U” Cluj                                   | 10 | 7  | 1 | 2  | 334 | 231 | + 103 | 22 |
| 3    | CS Gloria 2018 Bistrița-Năsăud II          | 10 | 7  | 1 | 2  | 314 | 256 | + 58  | 22 |
| 4    | CS Universitar Oradea                      | 10 | 6  | 2 | 2  | 298 | 256 | + 42  | 20 |
| 5    | CNE Râmnicu Vâlcea                         | 10 | 5  | 4 | 1  | 298 | 266 | + 32  | 19 |
| 6    | CS Universitatea Reșița                    | 10 | 3  | 2 | 5  | 238 | 268 | – 30  | 11 |
| 7    | CS Arena Târgu Mureș                       | 10 | 3  | 1 | 6  | 287 | 297 | – 10  | 10 |
| 8    | CNOPJ Baia Mare1)                          | 10 | 4  | 0 | 6  | 270 | 286 | – 16  | 9  |
| 9    | CSȘ Liceul Teoretic „Liviu Rebreanu” Turda | 10 | 2  | 1 | 7  | 268 | 312 | – 44  | 7  |
| 10   | CSU de Vest Timișoara                      | 10 | 2  | 0 | 8  | 290 | 355 | – 65  | 6  |
| 11   | HC Harghita Odorheiu Secuiesc              | 10 | 0  | 0 | 10 | 226 | 373 | – 147 | 0  |
| 12   | ACS Tonic 2012 Oradea3)                    | 8  | 0  | 0 | 8  | 191 | 309 | – 118 | 0  |
| 13   | ACS Amy Slatina2)                          | 4  | 0  | 0 | 4  | 105 | 138 | – 33  | 0  |

### Rezultate în retur
Date oficiale publicate de Federația Română de Handbal

### Etapa XIV
| 19 februarie 2022 11:00 | CNE Râmnicu Vâlcea | 30 - 24 | CS Universitatea Reșița | Sala Colegiului Energetic, Râmnicu Vâlcea Arbitri: Samson, Stamatoiu |
| 19 februarie 2022 11:00 | Predescu 6         | (14-12) | Vlădășel 10             | Sala Colegiului Energetic, Râmnicu Vâlcea Arbitri: Samson, Stamatoiu |
| 19 februarie 2022 11:00 | Cronica            |         |                         | Sala Colegiului Energetic, Râmnicu Vâlcea Arbitri: Samson, Stamatoiu |

| 19 februarie 2022 12:00 | CSM Târgu Jiu   | 31 - 23 | CS Universitar Oradea | Sala Sporturilor, Târgu Jiu Arbitri: Baghiu, Fiscu |
| 19 februarie 2022 12:00 | Gavrilă, Ilie 7 | (18-10) | Snakovszki 6          | Sala Sporturilor, Târgu Jiu Arbitri: Baghiu, Fiscu |
| 19 februarie 2022 12:00 | Cronica         |         |                       | Sala Sporturilor, Târgu Jiu Arbitri: Baghiu, Fiscu |

| 20 februarie 2022 13:00 | CNOPJ Baia Mare    | 48 - 33 | CS Arena Târgu Mureș | Sala „Lascăr Pană”, Baia Mare Arbitri: Apostu, Chinde |
| 20 februarie 2022 13:00 | Boiciuc, Rusneac 8 | (24-18) | Țifui 10             | Sala „Lascăr Pană”, Baia Mare Arbitri: Apostu, Chinde |
| 20 februarie 2022 13:00 | Cronica            |         |                      | Sala „Lascăr Pană”, Baia Mare Arbitri: Apostu, Chinde |

| 20 februarie 2022 15:30 | HC Harghita Odorheiu Secuiesc | 22 - 34 | CS Gloria 2018 Bistrița-Năsăud II | Sala Sporturilor, Odorheiu Secuiesc Arbitri: Bălțat, Rusu |
| 20 februarie 2022 15:30 | E. Miklós 9                   | (8-17)  | Căprar 6                          | Sala Sporturilor, Odorheiu Secuiesc Arbitri: Bălțat, Rusu |
| 20 februarie 2022 15:30 | Cronica                       |         |                                   | Sala Sporturilor, Odorheiu Secuiesc Arbitri: Bălțat, Rusu |

„U” Cluj, CSȘ Liceul Teoretic „Liviu Rebreanu” Turda și CSU de Vest Timișoara au stat.

### Etapa XV
| 24 februarie 2022 14:00 | CSȘ Liceul Teoretic „Liviu Rebreanu” Turda | 27 - 33 | „U” Cluj    | Sala de Sport „Gheorghe Barițiu”, Turda Arbitri: Apostu, Chinde |
| 24 februarie 2022 14:00 | Apostu 5                                   | (13-18) | Nichitean 8 | Sala de Sport „Gheorghe Barițiu”, Turda Arbitri: Apostu, Chinde |
| 24 februarie 2022 14:00 | Cronica                                    |         |             | Sala de Sport „Gheorghe Barițiu”, Turda Arbitri: Apostu, Chinde |

| 24 februarie 2022 15:00 | CSU de Vest Timișoara | 29 - 33 | CNOPJ Baia Mare | Sala UVT, Timișoara Arbitri: Ardelean, Botez |
| 24 februarie 2022 15:00 | Voicu 8               | (10-16) | Boiciuc 11      | Sala UVT, Timișoara Arbitri: Ardelean, Botez |
| 24 februarie 2022 15:00 | Cronica               |         |                 | Sala UVT, Timișoara Arbitri: Ardelean, Botez |

| 24 februarie 2022 17:00 | CS Universitatea Reșița | 28 - 22 | HC Harghita Odorheiu Secuiesc | Sala Sporturilor, Reșița Arbitri: Tătăru, Văcariu |
| 24 februarie 2022 17:00 | Buzzi, Vlădășel 6       | (14-9)  | F. Miklós 10                  | Sala Sporturilor, Reșița Arbitri: Tătăru, Văcariu |
| 24 februarie 2022 17:00 | Cronica                 |         |                               | Sala Sporturilor, Reșița Arbitri: Tătăru, Văcariu |

| 25 februarie 2022 12:00 | CS Universitar Oradea | 37 - 28 | CNE Râmnicu Vâlcea | Sala de Jocuri Sportive a Universității, Oradea Arbitri: Mârza, Nedelea |
| 25 februarie 2022 12:00 | Snakovszki 10         | (15-15) | Predescu 7         | Sala de Jocuri Sportive a Universității, Oradea Arbitri: Mârza, Nedelea |
| 25 februarie 2022 12:00 | Cronica               |         |                    | Sala de Jocuri Sportive a Universității, Oradea Arbitri: Mârza, Nedelea |

CSM Târgu Jiu, CS Arena Târgu Mureș și CS Gloria 2018 Bistrița-Năsăud II au stat.

### Etapa XVI
| 13 martie 2022 13:00 | HC Harghita Odorheiu Secuiesc | 20 - 31 | CS Universitar Oradea | Sala Sporturilor, Odorheiu Secuiesc Arbitri: Ali, Mihordea |
| 13 martie 2022 13:00 | F. Miklós 6                   | (13-16) | Horj 7                | Sala Sporturilor, Odorheiu Secuiesc Arbitri: Ali, Mihordea |
| 13 martie 2022 13:00 | Cronica                       |         |                       | Sala Sporturilor, Odorheiu Secuiesc Arbitri: Ali, Mihordea |

| 13 martie 2022 13:00 | CNOPJ Baia Mare | 27 - 31 | CS Gloria 2018 Bistrița-Năsăud II | Sala „Lascăr Pană”, Baia Mare Arbitri: Hendrea, Moldovan |
| 13 martie 2022 13:00 | Boiciuc 8       | (16-17) | Căprar 12                         | Sala „Lascăr Pană”, Baia Mare Arbitri: Hendrea, Moldovan |
| 13 martie 2022 13:00 | Cronica         |         |                                   | Sala „Lascăr Pană”, Baia Mare Arbitri: Hendrea, Moldovan |

| 13 martie 2022 13:00 | „U” Cluj  | 40 - 22 | CS Arena Târgu Mureș | Sala Sporturilor „Horia Demian”, Cluj-Napoca Arbitri: Apostu, Chinde |
| 13 martie 2022 13:00 | Șerban 10 | (21-10) | Moldovan 7           | Sala Sporturilor „Horia Demian”, Cluj-Napoca Arbitri: Apostu, Chinde |
| 13 martie 2022 13:00 | Cronica   |         |                      | Sala Sporturilor „Horia Demian”, Cluj-Napoca Arbitri: Apostu, Chinde |

| 14 martie 2022 16:00 | CNE Râmnicu Vâlcea | 22 - 24 | CSM Târgu Jiu | Sala Colegiului Energetic, Râmnicu Vâlcea Arbitri: Samson, Trandafirescu |
| 14 martie 2022 16:00 | Mușat 5            | (11-11) | Andrei 8      | Sala Colegiului Energetic, Râmnicu Vâlcea Arbitri: Samson, Trandafirescu |
| 14 martie 2022 16:00 | Cronica            |         |               | Sala Colegiului Energetic, Râmnicu Vâlcea Arbitri: Samson, Trandafirescu |

CSȘ Liceul Teoretic „Liviu Rebreanu” Turda, CS Universitatea Reșița și CSU de Vest Timișoara au stat.

### Etapa XVII
| 20 martie 2022 12:00 | CSU de Vest Timișoara | 23 - 35 | „U” Cluj    | Sala UVT, Timișoara Arbitri: Dosa, Ianu |
| 20 martie 2022 12:00 | Ludwig 6              | (12-17) | Nichitean 7 | Sala UVT, Timișoara Arbitri: Dosa, Ianu |
| 20 martie 2022 12:00 | Cronica               |         |             | Sala UVT, Timișoara Arbitri: Dosa, Ianu |

| 20 martie 2022 12:00 | CNOPJ Baia Mare | 26 - 26 | CS Universitatea Reșița | Sala Sporturilor, Reșița Arbitri: Chiriac, Cordescu |
| 20 martie 2022 12:00 | Vlădășel 13     | (13-16) | Pop 5                   | Sala Sporturilor, Reșița Arbitri: Chiriac, Cordescu |
| 20 martie 2022 12:00 | Cronica         |         |                         | Sala Sporturilor, Reșița Arbitri: Chiriac, Cordescu |

| 20 martie 2022 12:00 | CSM Târgu Jiu | 37 - 17 | HC Harghita Odorheiu Secuiesc | Sala Sporturilor, Târgu Jiu Arbitri: Beică, Dodu |
| 20 martie 2022 12:00 | Chiriță 6     | (19-8)  | F. Miklós 7                   | Sala Sporturilor, Târgu Jiu Arbitri: Beică, Dodu |
| 20 martie 2022 12:00 | Cronica       |         |                               | Sala Sporturilor, Târgu Jiu Arbitri: Beică, Dodu |

| 23 martie 2022 | CS Arena Târgu Mureș | 0 - 10 | CSȘ Liceul Teoretic „Liviu Rebreanu” Turda | Sala Polivalentă, Târgu Mureș |
| 23 martie 2022 | Cronica              |        |                                            | Sala Polivalentă, Târgu Mureș |
| 23 martie 2022 |                      |        |                                            | Sala Polivalentă, Târgu Mureș |

CNE Râmnicu Vâlcea, CS Universitar Oradea și CS Gloria 2018 Bistrița-Năsăud II au stat.

### Etapa XVIII
| 24 martie 2022 15:00 | HC Harghita Odorheiu Secuiesc | 20 - 28 | CNE Râmnicu Vâlcea | Sala Sporturilor, Odorheiu Secuiesc Arbitri: Bălan, Savin |
| 24 martie 2022 15:00 | F. Miklós 8                   | (9-15)  | Raicea 8           | Sala Sporturilor, Odorheiu Secuiesc Arbitri: Bălan, Savin |
| 24 martie 2022 15:00 | Cronica                       |         |                    | Sala Sporturilor, Odorheiu Secuiesc Arbitri: Bălan, Savin |

| 27 martie 2022 12:00 | CSȘ Liceul Teoretic „Liviu Rebreanu” Turda | 35 - 28 | CSU de Vest Timișoara | Sala de Sport „Gheorghe Barițiu”, Turda Arbitri: Moldovan, Turdean |
| 27 martie 2022 12:00 | T. Damian 8                                | (14-13) | Bobu 7                | Sala de Sport „Gheorghe Barițiu”, Turda Arbitri: Moldovan, Turdean |
| 27 martie 2022 12:00 | Cronica                                    |         |                       | Sala de Sport „Gheorghe Barițiu”, Turda Arbitri: Moldovan, Turdean |

| 27 martie 2022 13:00 | CNOPJ Baia Mare | 38 - 31 | CS Universitar Oradea | Sala „Lascăr Pană”, Baia Mare Arbitri: Apostu, Chinde |
| 27 martie 2022 13:00 | Boiciuc 13      | (19-11) | Tudose 8              | Sala „Lascăr Pană”, Baia Mare Arbitri: Apostu, Chinde |
| 27 martie 2022 13:00 | Cronica         |         |                       | Sala „Lascăr Pană”, Baia Mare Arbitri: Apostu, Chinde |

| 27 martie 2022 14:00 | „U” Cluj         | 26 - 27 | CS Gloria 2018 Bistrița-Năsăud II | Sala Sporturilor „Horia Demian”, Cluj-Napoca Arbitri: Gherman, Moldovan |
| 27 martie 2022 14:00 | Cordoș, Șerban 6 | (14-10) | Țanc 10                           | Sala Sporturilor „Horia Demian”, Cluj-Napoca Arbitri: Gherman, Moldovan |
| 27 martie 2022 14:00 | Cronica          |         |                                   | Sala Sporturilor „Horia Demian”, Cluj-Napoca Arbitri: Gherman, Moldovan |

CS Universitatea Reșița, CS Arena Târgu Mureș și CSM Târgu Jiu au stat.

### Etapa XIX
| 30 martie 2022 14:00 | CS Gloria 2018 Bistrița-Năsăud II | 35 - 22 | CSȘ Liceul Teoretic „Liviu Rebreanu” Turda | Sala Polivalentă, Bistrița Arbitri: Apostu, Chinde |
| 30 martie 2022 14:00 | Țanc 8                            | (17-11) | Crăciun, Mózes 5                           | Sala Polivalentă, Bistrița Arbitri: Apostu, Chinde |
| 30 martie 2022 14:00 | Cronica                           |         |                                            | Sala Polivalentă, Bistrița Arbitri: Apostu, Chinde |

| 3 aprilie 2022 12:00 | CSU de Vest Timișoara | 30 - 30 | CS Arena Târgu Mureș | Sala UVT, Timișoara Arbitri: Ciati, Lupu |
| 3 aprilie 2022 12:00 | Sîrbu 10              | (17-14) | Sîrb 11              | Sala UVT, Timișoara Arbitri: Ciati, Lupu |
| 3 aprilie 2022 12:00 | Cronica               |         |                      | Sala UVT, Timișoara Arbitri: Ciati, Lupu |

| 3 aprilie 2022 12:00 | CS Universitatea Reșița | 16 - 32 | „U” Cluj | Sala Sporturilor, Reșița Arbitri: Dan, Macarie |
| 3 aprilie 2022 12:00 | Vlădășel 9              | (10-15) | Șerban 7 | Sala Sporturilor, Reșița Arbitri: Dan, Macarie |
| 3 aprilie 2022 12:00 | Cronica                 |         |          | Sala Sporturilor, Reșița Arbitri: Dan, Macarie |

| 3 aprilie 2022 12:00 | CSM Târgu Jiu        | 34 - 27 | CNOPJ Baia Mare | Sala Sporturilor, Târgu Jiu Arbitri: Șerbu, Vasilescu |
| 3 aprilie 2022 12:00 | Klimek, Zinatulina 7 | (16-12) | Brândușa 9      | Sala Sporturilor, Târgu Jiu Arbitri: Șerbu, Vasilescu |
| 3 aprilie 2022 12:00 | Cronica              |         |                 | Sala Sporturilor, Târgu Jiu Arbitri: Șerbu, Vasilescu |

CS Universitar Oradea, HC Harghita Odorheiu Secuiesc și CNE Râmnicu Vâlcea au stat.

### Etapa XX
| 6 aprilie 2022 12:00 | CSȘ Liceul Teoretic „Liviu Rebreanu” Turda | 31 - 26 | CS Universitatea Reșița | Sala de Sport „Gheorghe Barițiu”, Turda Arbitri: Ardelean, Botez |
| 6 aprilie 2022 12:00 | T. Damian 5                                | (17-14) | Buzzi 5                 | Sala de Sport „Gheorghe Barițiu”, Turda Arbitri: Ardelean, Botez |
| 6 aprilie 2022 12:00 | Cronica                                    |         |                         | Sala de Sport „Gheorghe Barițiu”, Turda Arbitri: Ardelean, Botez |

| 6 aprilie 2022 13:30 | CNOPJ Baia Mare | 25 - 25 | CNE Râmnicu Vâlcea | Sala „Lascăr Pană”, Baia Mare Arbitri: Hendrea, Sechel |
| 6 aprilie 2022 13:30 | Boiciuc 8       | (15-10) | Adam 9             | Sala „Lascăr Pană”, Baia Mare Arbitri: Hendrea, Sechel |
| 6 aprilie 2022 13:30 | Cronica         |         |                    | Sala „Lascăr Pană”, Baia Mare Arbitri: Hendrea, Sechel |

| 6 aprilie 2022 15:00 | „U” Cluj    | 30 - 25 | CS Universitar Oradea | Sala Sporturilor „Horia Demian”, Cluj-Napoca Arbitri: Agliceriu, Turdean |
| 6 aprilie 2022 15:00 | Nichitean 9 | (14-11) | Argyelan 10           | Sala Sporturilor „Horia Demian”, Cluj-Napoca Arbitri: Agliceriu, Turdean |
| 6 aprilie 2022 15:00 | Cronica     |         |                       | Sala Sporturilor „Horia Demian”, Cluj-Napoca Arbitri: Agliceriu, Turdean |

| 6 aprilie 2022 17:00 | CS Arena Târgu Mureș | 27 - 45 | CS Gloria 2018 Bistrița-Năsăud II | Sala Școalii Gimnaziale „Serafim Duicu”, Târgu Mureș Arbitri: Pavel, Pențea |
| 6 aprilie 2022 17:00 | Gal 10               | (11-25) | Țanc 14                           | Sala Școalii Gimnaziale „Serafim Duicu”, Târgu Mureș Arbitri: Pavel, Pențea |
| 6 aprilie 2022 17:00 | Cronica              |         |                                   | Sala Școalii Gimnaziale „Serafim Duicu”, Târgu Mureș Arbitri: Pavel, Pențea |

CSM Târgu Jiu, CSU de Vest Timișoara și HC Harghita Odorheiu Secuiesc au stat.

### Etapa XXI
| 9 aprilie 2022 12:00 | CS Universitatea Reșița | 23 - 26 | CS Arena Târgu Mureș | Sala Sporturilor, Reșița Arbitri: Marii, Stegaru |
| 9 aprilie 2022 12:00 | Bledea 10               | (11-16) | Țifui 9              | Sala Sporturilor, Reșița Arbitri: Marii, Stegaru |
| 9 aprilie 2022 12:00 | Cronica                 |         |                      | Sala Sporturilor, Reșița Arbitri: Marii, Stegaru |

| 10 aprilie 2022 12:00 | CSM Târgu Jiu | 28 - 21 | „U” Cluj | Sala Sporturilor, Târgu Jiu Arbitri: Costache, Vasile |
| 10 aprilie 2022 12:00 | Pal 6         | (14-11) | Șerban 6 | Sala Sporturilor, Târgu Jiu Arbitri: Costache, Vasile |
| 10 aprilie 2022 12:00 | Cronica       |         |          | Sala Sporturilor, Târgu Jiu Arbitri: Costache, Vasile |

| 10 aprilie 2022 15:00 | HC Harghita Odorheiu Secuiesc | 25 - 44 | CNOPJ Baia Mare | Sala Sporturilor, Odorheiu Secuiesc Arbitri: Coroban, Horoba |
| 10 aprilie 2022 15:00 | Dénes, Gergely, Lukács 5      | (13-22) | Brândușa 9      | Sala Sporturilor, Odorheiu Secuiesc Arbitri: Coroban, Horoba |
| 10 aprilie 2022 15:00 | Cronica                       |         |                 | Sala Sporturilor, Odorheiu Secuiesc Arbitri: Coroban, Horoba |

| 10 aprilie 2022 17:00 | CS Gloria 2018 Bistrița-Năsăud II | 41 - 24 | CSU de Vest Timișoara | Sala Polivalentă, Bistrița Arbitri: Apostu, Chinde |
| 10 aprilie 2022 17:00 | Țanc 11                           | (18-11) | Voicu 10              | Sala Polivalentă, Bistrița Arbitri: Apostu, Chinde |
| 10 aprilie 2022 17:00 | Cronica                           |         |                       | Sala Polivalentă, Bistrița Arbitri: Apostu, Chinde |

| 11 aprilie 2022 17:00 | CS Universitar Oradea | 44 - 38 | CSȘ Liceul Teoretic „Liviu Rebreanu” Turda | Sala de Jocuri Sportive a Universității, Oradea Arbitri: Tătăru, Văcariu |
| 11 aprilie 2022 17:00 | Argyelan 16           | (23-14) | T. Damian 13                               | Sala de Jocuri Sportive a Universității, Oradea Arbitri: Tătăru, Văcariu |
| 11 aprilie 2022 17:00 | Cronica               |         |                                            | Sala de Jocuri Sportive a Universității, Oradea Arbitri: Tătăru, Văcariu |

CNE Râmnicu Vâlcea a stat.

### Etapa XXII
| 14 aprilie 2022 12:00 | CSȘ Liceul Teoretic „Liviu Rebreanu” Turda | 24 - 34 | CSM Târgu Jiu | Sala de Sport „Gheorghe Barițiu”, Turda Arbitri: Pavel, Pențea |
| 14 aprilie 2022 12:00 | Mózes 8                                    | (9-17)  | Ilie 6        | Sala de Sport „Gheorghe Barițiu”, Turda Arbitri: Pavel, Pențea |
| 14 aprilie 2022 12:00 | Cronica                                    |         |               | Sala de Sport „Gheorghe Barițiu”, Turda Arbitri: Pavel, Pențea |

| 14 aprilie 2022 14:00 | „U” Cluj              | 38 - 16 | CNE Râmnicu Vâlcea | Sala Sporturilor „Horia Demian”, Cluj-Napoca Arbitri: Coroban, Vlasa |
| 14 aprilie 2022 14:00 | Pîrvulescu, Zegrean 7 | (17-9)  | Enache 6           | Sala Sporturilor „Horia Demian”, Cluj-Napoca Arbitri: Coroban, Vlasa |
| 14 aprilie 2022 14:00 | Cronica               |         |                    | Sala Sporturilor „Horia Demian”, Cluj-Napoca Arbitri: Coroban, Vlasa |

| 14 aprilie 2022 15:30 | CS Arena Târgu Mureș | 30 - 43 | CS Universitar Oradea | Sala Polivalentă, Târgu Mureș Arbitri: Gherman, Moldovan |
| 14 aprilie 2022 15:30 | Sîrb 17              | (13-21) | Argyelan, Hercuț 7    | Sala Polivalentă, Târgu Mureș Arbitri: Gherman, Moldovan |
| 14 aprilie 2022 15:30 | Cronica              |         |                       | Sala Polivalentă, Târgu Mureș Arbitri: Gherman, Moldovan |

| 14 aprilie 2022 16:00 | CSU de Vest Timișoara | 24 - 23 | CS Universitatea Reșița | Sala UVT, Timișoara Arbitri: Ardelean, Botez |
| 14 aprilie 2022 16:00 | Sîrbu 8               | (14-13) | Vlădășel 7              | Sala UVT, Timișoara Arbitri: Ardelean, Botez |
| 14 aprilie 2022 16:00 | Cronica               |         |                         | Sala UVT, Timișoara Arbitri: Ardelean, Botez |

HC Harghita Odorheiu Secuiesc, CS Gloria 2018 Bistrița-Năsăud II și CNOPJ Baia Mare au stat.

### Etapa XXIII
| 29 aprilie 2022 13:00 | CSM Târgu Jiu | 41 - 23 | CS Arena Târgu Mureș | Sala Sporturilor, Târgu Jiu Arbitri: Tătăru, Văcariu |
| 29 aprilie 2022 13:00 | Pal 6         | (19-9)  | Sîrb 11              | Sala Sporturilor, Târgu Jiu Arbitri: Tătăru, Văcariu |
| 29 aprilie 2022 13:00 | Cronica       |         |                      | Sala Sporturilor, Târgu Jiu Arbitri: Tătăru, Văcariu |

| 29 aprilie 2022 17:00 | CS Universitatea Reșița | 25 - 36 | CS Gloria 2018 Bistrița-Năsăud II | Sala Sporturilor, Reșița Arbitri: Ardelean, Botez |
| 29 aprilie 2022 17:00 | Vlădășel 9              | (10-16) | Țanc 14                           | Sala Sporturilor, Reșița Arbitri: Ardelean, Botez |
| 29 aprilie 2022 17:00 | Cronica                 |         |                                   | Sala Sporturilor, Reșița Arbitri: Ardelean, Botez |

| 30 aprilie 2022 13:00 | CS Universitar Oradea | 32 - 19 | CSU de Vest Timișoara | Sala de Jocuri Sportive a Universității, Oradea Arbitri: Apostu, Chinde |
| 30 aprilie 2022 13:00 | Vrabie 7              | (16-10) | Biro 4                | Sala de Jocuri Sportive a Universității, Oradea Arbitri: Apostu, Chinde |
| 30 aprilie 2022 13:00 | Cronica               |         |                       | Sala de Jocuri Sportive a Universității, Oradea Arbitri: Apostu, Chinde |

| 8 mai 2022 14:00 | HC Harghita Odorheiu Secuiesc | 17 - 38 | „U” Cluj  | Sala Sporturilor, Odorheiu Secuiesc Arbitri: Balate, Petre |
| 8 mai 2022 14:00 | Chiratcu 4                    | (9-19)  | Zegrean 7 | Sala Sporturilor, Odorheiu Secuiesc Arbitri: Balate, Petre |
| 8 mai 2022 14:00 | Cronica                       |         |           | Sala Sporturilor, Odorheiu Secuiesc Arbitri: Balate, Petre |

| 10 mai 2022 15:00 | CNE Râmnicu Vâlcea | 32 - 27 | CSȘ Liceul Teoretic „Liviu Rebreanu” Turda | Sala Colegiului Energetic, Râmnicu Vâlcea Arbitri: Radu, Vișan |
| 10 mai 2022 15:00 | Raicea 8           | (17-12) | Scutaru 8                                  | Sala Colegiului Energetic, Râmnicu Vâlcea Arbitri: Radu, Vișan |
| 10 mai 2022 15:00 | Cronica            |         |                                            | Sala Colegiului Energetic, Râmnicu Vâlcea Arbitri: Radu, Vișan |

CNOPJ Baia Mare a stat.

### Etapa XXIV
| 3 mai 2022 13:00 | CSU de Vest Timișoara | 20 - 28 | CSM Târgu Jiu         | Sala UVT, Timișoara Arbitri: Beica, Dodu |
| 3 mai 2022 13:00 | Voicu 7               | (11-16) | Chiriță, Zinatulina 5 | Sala UVT, Timișoara Arbitri: Beica, Dodu |
| 3 mai 2022 13:00 | Cronica               |         |                       | Sala UVT, Timișoara Arbitri: Beica, Dodu |

| 3 mai 2022 14:00 | CS Arena Târgu Mureș | 34 - 38 | CNE Râmnicu Vâlcea | Sala Polivalentă, Târgu Mureș Arbitri: Chiriac, Vlasa |
| 3 mai 2022 14:00 | Sîrb 12              | (18-22) | Bodijar, Raicea 8  | Sala Polivalentă, Târgu Mureș Arbitri: Chiriac, Vlasa |
| 3 mai 2022 14:00 | Cronica              |         |                    | Sala Polivalentă, Târgu Mureș Arbitri: Chiriac, Vlasa |

| 7 mai 2022 12:00 | CS Gloria 2018 Bistrița-Năsăud II | 21 - 27 | CS Universitar Oradea | Sala Polivalentă, Bistrița Arbitri: Nacu, Rucoi |
| 7 mai 2022 12:00 | Munteanu 9                        | (11-12) | Bîscă, Duțu 5         | Sala Polivalentă, Bistrița Arbitri: Nacu, Rucoi |
| 7 mai 2022 12:00 | Cronica                           |         |                       | Sala Polivalentă, Bistrița Arbitri: Nacu, Rucoi |

| 17 mai 2022 15:00 | CSȘ Liceul Teoretic „Liviu Rebreanu” Turda | 34 - 20 | HC Harghita Odorheiu Secuiesc | Sala de Sport „Gheorghe Barițiu”, Turda Arbitri: Chiriac, Vlasa |
| 17 mai 2022 15:00 | T. Damian, Dascălu 7                       | (17-8)  | Dénes, Gergely, Kósza 4       | Sala de Sport „Gheorghe Barițiu”, Turda Arbitri: Chiriac, Vlasa |
| 17 mai 2022 15:00 | Cronica                                    |         |                               | Sala de Sport „Gheorghe Barițiu”, Turda Arbitri: Chiriac, Vlasa |

CNOPJ Baia Mare, CS Universitatea Reșița și „U” Cluj au stat.

### Etapa XXV
| 22 mai 2022 13:00 | CS Universitar Oradea | 36 - 27 | CS Universitatea Reșița | Sala de Jocuri Sportive a Universității, Oradea Arbitri: Tătăru, Văcariu |
| 22 mai 2022 13:00 | Duțu 7                | (17-11) | Bledea, Vlădășel 7      | Sala de Jocuri Sportive a Universității, Oradea Arbitri: Tătăru, Văcariu |
| 22 mai 2022 13:00 | Cronica               |         |                         | Sala de Jocuri Sportive a Universității, Oradea Arbitri: Tătăru, Văcariu |

| 22 mai 2022 15:00 | HC Harghita Odorheiu Secuiesc | 33 - 38 | CS Arena Târgu Mureș | Sala Sporturilor, Odorheiu Secuiesc Arbitri: Badea, Sandor |
| 22 mai 2022 15:00 | F. Miklós 11                  | (13-16) | Sîrb 12              | Sala Sporturilor, Odorheiu Secuiesc Arbitri: Badea, Sandor |
| 22 mai 2022 15:00 | Cronica                       |         |                      | Sala Sporturilor, Odorheiu Secuiesc Arbitri: Badea, Sandor |

| 25 mai 2022 11:00 | CNE Râmnicu Vâlcea | 34 - 22 | CSU de Vest Timișoara | Sala Colegiului Energetic, Râmnicu Vâlcea Arbitri: Ilie, Trandafirescu |
| 25 mai 2022 11:00 | (18-10)            |         |                       | Sala Colegiului Energetic, Râmnicu Vâlcea Arbitri: Ilie, Trandafirescu |
| 25 mai 2022 11:00 | Cronica            |         |                       | Sala Colegiului Energetic, Râmnicu Vâlcea Arbitri: Ilie, Trandafirescu |

| 25 mai 2022 14:30 | CNOPJ Baia Mare | 35 - 44 | „U” Cluj     | Sala „Lascăr Pană”, Baia Mare Arbitri: Cosma, Sechel |
| 25 mai 2022 14:30 | Danciu 6        | (18-17) | Nichitean 12 | Sala „Lascăr Pană”, Baia Mare Arbitri: Cosma, Sechel |
| 25 mai 2022 14:30 | Cronica         |         |              | Sala „Lascăr Pană”, Baia Mare Arbitri: Cosma, Sechel |

| 25 mai 2022 17:00 | CSM Târgu Jiu | 37 - 27 | CS Gloria 2018 Bistrița-Năsăud II | Sala Sporturilor, Târgu Jiu Arbitri: Ciati, Lupu |
| 25 mai 2022 17:00 | Zinatulina 13 | (19-13) | Căprar 17                         | Sala Sporturilor, Târgu Jiu Arbitri: Ciati, Lupu |
| 25 mai 2022 17:00 | Cronica       |         |                                   | Sala Sporturilor, Târgu Jiu Arbitri: Ciati, Lupu |

CSȘ Liceul Teoretic „Liviu Rebreanu” Turda a stat.

### Etapa XXVI
| 27 mai 2022 12:00 | CS Universitatea Reșița | 23 - 36 | CSM Târgu Jiu | Sala Sporturilor, Reșița Arbitri: Dan, Macarie |
| 27 mai 2022 12:00 | Vlădășel 10             | (11-17) | Zinatulina 7  | Sala Sporturilor, Reșița Arbitri: Dan, Macarie |
| 27 mai 2022 12:00 | Cronica                 |         |               | Sala Sporturilor, Reșița Arbitri: Dan, Macarie |

| 29 mai 2022 11:00 | CS Gloria 2018 Bistrița-Năsăud II | 29 - 29 | CNE Râmnicu Vâlcea | Sala Polivalentă, Bistrița Arbitri: Nacu, Rucoi |
| 29 mai 2022 11:00 | Căprar 10                         | (13-17) | Predescu 7         | Sala Polivalentă, Bistrița Arbitri: Nacu, Rucoi |
| 29 mai 2022 11:00 | Cronica                           |         |                    | Sala Polivalentă, Bistrița Arbitri: Nacu, Rucoi |

| 29 mai 2022 10:00 | CSU de Vest Timișoara | 40 - 26 | HC Harghita Odorheiu Secuiesc | Sala UVT, Timișoara Arbitri: Crac, Drăgan |
| 29 mai 2022 10:00 | Sîrbu 8               | (20-12) | F. Miklós 7                   | Sala UVT, Timișoara Arbitri: Crac, Drăgan |
| 29 mai 2022 10:00 | Cronica               |         |                               | Sala UVT, Timișoara Arbitri: Crac, Drăgan |

| 29 mai 2022 13:00 | CSȘ Liceul Teoretic „Liviu Rebreanu” Turda | 38 - 38 | CNOPJ Baia Mare | Sala de Sport „Gheorghe Barițiu”, Turda Arbitri: Coroban, Horoba |
| 29 mai 2022 13:00 | T. Damian 13                               | (19-20) | Boiciuc 8       | Sala de Sport „Gheorghe Barițiu”, Turda Arbitri: Coroban, Horoba |
| 29 mai 2022 13:00 | Cronica                                    |         |                 | Sala de Sport „Gheorghe Barițiu”, Turda Arbitri: Coroban, Horoba |

„U” Cluj, CS Arena Târgu Mureș și CS Universitar Oradea au stat.